# Список ссавців Європи
Список ссавців Європи містить перелік видів, записаних на території Європи згідно з МСОП в історичні часи (від ≈ 1500 р.), включаючи представників фауни Канарських островів, Азорських островів, архіпелагу Мадейра. У список не включені види ссавців, які проживають на територіях Гренландії, Азербайджану, Вірменії, Грузії, Казахстану, Кіпру, азійської частини Росії, азійської частини Туреччини, але не проживають в інших країнах Європи. Список не містить свійських, регіонально вимерлих і забрідлих (vagrant у МСОП) тварин. До складу власної теріофауни Європи входять виключно представники магноряду плацентарних ссавців бореоевтерії (Boreoeutheria). Із 329 видів, найчисленніший видовий склад мають мишоподібні гризуни (≈ 120 видів). Найбідніше представлені конеподібні (2 види) й примати (1 вид), небагато й зайцеподібних (10 сучасних видів і один вимерлий в історичні часи). Окрім бореоевтерій у Європі (в лісі на захід від Парижа) невелику, але стабільну популяцію утворив один сумчастий — рудо-сірий валлабі (Notamacropus rufogriseus).

## Рідкісні види

### Макаронезія й Урал
Види Atlantoxerus getulus (введений) Ammotragus lervia (введений), Crocidura canariensis (ендемік) і Plecotus teneriffae (ендемік) проживають тільки на Канарських островах, але не в інших країнах Європи. Вид Pipistrellus maderensis є ендеміком Мадейри, Канарських островів і, можливо, Азорських островів. Вид Nyctalus azoreum є ендеміком Азорських островів.  Вид Stenella frontalis досягає Азорських островів, Мадейри, Канарських о-вів, але не інших країн Європи. Вид Ochotona hyperborea має великий ареал у північній та північно-східній Азії, а також популяцію в Уральських горах. Pusa caspica є ендеміком Каспійського моря.

### Європа
У Європі живуть такі ендеміки: Lynx pardinus, Plecotus sardus, Crocidura pachyura, Crocidura sicula, Crocidura zimmermanni, Sorex granarius, Sorex samniticus, Talpa occidentalis, Talpa romana, Lepus castroviejoi, Lepus corsicanus, Mesocricetus newtoni, Microtus cabrerae, Microtus gerbei, Microtus multiplex, Myomimus roachi, Acomys minous, Sciurus meridionalis, Spalax arenarius, Spalax graecus, Spalax zemni. Обмежено в Європі присутні Balaenoptera edeni, Macaca sylvanus (введений, припускається, в VIII ст. н. е.), Apodemus mystacinus.

## Умови проживання й історія
Європа має площу приблизно 10 млн км², омивається Північним Льодовитим і Атлантичним океанами та Середземним морем, охоплює біоми від арктичних пустель до середземноморських лісів. Клімат лежить у межах від морського до континентального й від жаркого до  полярного, але в більшій частині Європи панує помірний клімат. Клімат Західної Європи є м'яким, порівняно з іншими районами цієї широти у всьому світі, через вплив Гольфстріму.
Європа є частиною Палеарктики, яка охоплює Африку на північ від Сахари й Азію на північ від Гімалаїв і більшість сучасних наземних ссавців Європи є частиною Палеарктичної фауни, лише окремі північні види пов'язані з Північною Америкою. 78 видів ссавців живуть тільки в Європі.
Зледеніння в останній льодовиковий період та наявність людини вплинули на розподіл європейської фауни. У багатьох частинах Європи більшість великих тварин і вищі хижаки були винищені полюванням. Мамут найвеличніший вимер до кінця періоду неоліту. Вимирання Критського бегемота (Hippopotamus creutzburgi) й карликових слонів Середземномор'я пов'язують з раннім приходом людини на острова. Нині ведмідь білий і багато морських ссавців перебувають під загрозою зникнення. Руйнування середовища проживання продовжує негативно впливати на фауну.
Захищені території сьогодні покривають відносно велику частину Європи — майже 21% території країн-членів ЄЕП та країн-партнерів. Біорізноманіття в Європі захищається через Бернську конвенцію, яка була підписана Європейською спільнотою, а також неєвропейськими державами.

## Природоохоронні статуси
Із 320 зазначених в таблиці видів, 2 вимерлих, 4 перебувають на межі зникнення, 16 — під загрозою вимирання, 30 є уразливими, 20 — близькі до загрозливого стану.
Такі позначення використовуються для вказання охоронного статусу кожного виду за оцінками МСОП:
| EX | Extinct               | Вимерлий                            |
| CR | Critically Endangered | Види на межі зникнення              |
| EN | Endangered            | Види під загрозою вимирання         |
| VU | Vulnerable            | Уразливі види                       |
| NT | Near Threatened       | Види, близькі до загрозливого стану |
| LC | Least Concern         | Найменший ризик                     |
| DD | Data Deficient        | Даних недостатньо                   |

## Список
У списку в філогенетичному порядку наведено 8 рядів європейської спонтанної теріофауни: зайцеподібні, мишоподібні, примати, комахоїдні, рукокрилі, хижі, конеподібні, оленеподібні; родини й види ссавців наведено в алфавітному порядку наукових назв. Зірочками позначені види, поширені тільки в Європі (і/чи Макаронезії).
| Українська назва                     | Латинська назва | Статус МСОП | Країни проживання | Зображення |
| Клада: Евархонтогліри                | |             | |            |
| Ряд: Зайцеподібні (Lagomorpha)       | |             | |            |
| Родина: Зайцеві (Leporidae)          | |             | |            |
| Заєць капський                       | Lepus capensis Linnaeus, 1758                                                                                                 | LC          | Кіпр, Італія (Сардинія) |            |
| Заєць кастров'єхський *              | Lepus castroviejoi Palacios, 1977                                                                                             | VU          | Іспанія (Кантабрійські гори) |            |
| Заєць корсиканський *                | Lepus corsicanus de Winton, 1898                                                                                              | VU          | Італія (Сицилія) |            |
| Заєць європейський                   | Lepus europaeus Pallas, 1778                                                                                                  | LC          | Австрія, Албанія, Білорусь, Бельгія, Боснія і Герцеговина, Болгарія, Хорватія, Чехія, Данія, Естонія, Фінляндія, Франція, Німеччина, Греція, Угорщина, Італія, Латвія, Ліхтенштейн, Литва, Люксембург, Північна Македонія, Молдова, Чорногорія, Нідерланди, Польща, Румунія, Росія, Сербія, Словаччина, Словенія, Іспанія, Швейцарія, Туреччина, Україна, Велика Британія. Введений: Ірландія, Швеція |            |
| Заєць іберійський *                  | Lepus granatensis Rosenhauer, 1856                                                                                            | LC          | Португалія, Іспанія. Введено: Франція |            |
| Заєць білий                          | Lepus timidus Linnaeus, 1758                                                                                                  | LC          | Австрія, Білорусь, Естонія, Фінляндія, Франція, Німеччина, Ірландія, Італія, Казахстан, Латвія, Ліхтенштейн, Литва, Норвегія, Польща, Росія, Словенія, Швеція, Швейцарія, Україна, Велика Британія. Введено: Данія |            |
| Заєць-толай                          | Lepus tolai Pallas, 1778 | LC          | Казахстан, Росія на межі з Казахстаном |            |
| Кріль європейський                   | Oryctolagus cuniculus Linnaeus, 1758                                                                                          | NT          | Франція, Гібралтар, Португалія, Іспанія. Введений: Албанія, Австрія, Бельгія, Болгарія, Хорватія, Чехія, Данія, Німеччина, Греція, Угорщина, Ірландія, Італія, Люксембург, Нідерланди, Норвегія, Польща, Румунія, Росія, Словаччина, Словенія, Швеція, Швейцарія, Велика Британія. |            |
| Родина: Пискухові (Ochotonidae)      | |             | |            |
| Пискуха північна                     | Ochotona hyperborea Pallas, 1811                                                                                              | LC          | Росія |            |
| Пискуха степова                      | Ochotona pusilla (Pallas, 1769)                                                                                               | LC          | Казахстан, Росія (біля Казахстану) |            |
| Родина: Пролагусові (Prolagidae)     | |             | |            |
| Сардинська піка                      | Prolagus sardus Wagner, 1832                                                                                                  | EX          | колись населяв Корсику, Сардинію і дрібні сусідні острови в Середземному морі |            |
| Ряд: Мишоподібні (Rodentia)          | |             | |            |
| Родина: Боброві (Castoridae)         | |             | |            |
| Бобер канадський                     | Castor canadensis Kuhl, 1820                                                                                                  | LC          | Введений: Бельгія, Фінляндія, Німеччина, Люксембург, Росія |            |
| Бобер європейський                   | Castor fiber Linnaeus, 1758                                                                                                   | LC          | Білорусь, Франція, Німеччина, Казахстан, Люксембург, Норвегія, Росія, Австрія, Бельгія, Хорватія, Чехія, Данія, Естонія, Фінляндія, Угорщина, Італія, Латвія, Ліхтенштейн, Литва, Чорногорія, Нідерланди, Польща, Румунія, Сербія, Словаччина, Словенія, Іспанія, Швеція, Швейцарія, Україна |            |
| Родина: Хом'якові (Cricetidae)       | |             | |            |
| Шапарка Міддендорфа                  | Alexandromys middendorffii (Poljakov, 1881)                                                                                   | LC          | пн. Урал (Росія) |            |
| Шапарка сибірська                    | Alexandromys oeconomus (Pallas, 1776)                                                                                         | LC          | Австрія, Білорусь, Чехія, Естонія, Фінляндія, Німеччина, Угорщина, Казахстан, Литва, Нідерланди, Норвегія, Польща, Росія, Словаччина, Швеція, Україна |            |
| Хом'ячок Еверсмана                   | Allocricetulus eversmanni (Brandt, 1859)                                                                                      | LC          | Казахстан, Росія (біля Казахстану) |            |
| Щур водяний                          | Arvicola amphibius Linnaeus, 1758                                                                                             | LC          | Велика Британія, Португалія, Іспанія, Франція, Швейцарія, Бельгія, Нідерланди, Німеччина, Данія, Люксембург, Ліхтенштейн, Італія, Австрія, Словенія, Хорватія, Боснія та Герцеговина, Чорногорія, Сербія, Косово, Албанія, Північна Македонія, Греція, Болгарія, Румунія, Угорщина, Словаччина, Чехія, Польща, Молдова, Україна, Білорусь, Литва, Латвія, Естонія, Норвегія, Швеція, Фінляндія, Росія, Туреччина, Вірменія, Азербайджан, Грузія |            |
| Щур італійський *                    | Arvicola italicus Savi, 1838                                                                                                  |             | Італія, Швейцарія |            |
| Щур південнозахідний *               | Arvicola sapidus Miller, 1908                                                                                                 | VU          | Франція, Португалія, Іспанія |            |
| Щур гірський *                       | Arvicola scherman (Shaw, 1801)                                                                                                | LC          | Андорра, Австрія, Хорватія, Чехія, Франція, Угорщина, Німеччина, Італія, Польща, Португалія, Румунія, Словаччина, Словенія, Іспанія, Швейцарія, Україна |            |
| Снігурка кавказька                   | Chionomys gud (Satunin, 1909)                                                                                                 | LC          | Азербайджан, Грузія, Росія (Північний Кавказ), Туреччина |            |
| Снігурка Роберта                     | Chionomys roberti (Thomas, 1906)                                                                                              | LC          | Азербайджан, Грузія, Росія (Північний Кавказ), Туреччина |            |
| Снігурка звичайна                    | Chionomys syriacus (Brants, 1827)                                                                                             | LC          | Австрія, Вірменія, Азербайджан, Боснія і Герцеговина, Болгарія, Хорватія, Чехія, Франція, Грузія, Німеччина, Греція, Італія, Північна Македонія, Чорногорія, Польща, Румунія, Росія, Сербія, Словаччина, Словенія, Іспанія, Швейцарія, Туреччина, Україна |            |
| Хом'ячок сірий                       | Cricetulus migratorius Pallas, 1773                                                                                           | LC          | Азербайджан, Болгарія, Казахстан, Молдова, Румунія, Росія, Туреччина, Україна |            |
| Хом'як звичайний                     | Cricetus cricetus Linnaeus, 1758                                                                                              | LC          | Австрія, Білорусь, Бельгія, Болгарія, Хорватія, Чехія, Франція, Грузія, Німеччина, Угорщина, Казахстан, Нідерланди, Польща, Румунія, Росія, Словаччина, Словенія, Україна |            |
| Арктичний лемінг                     | Dicrostonyx torquatus Pallas, 1778                                                                                            | LC          | пн.-євр. Росія |            |
| Динароміс Богданова *                | Dinaromys bogdanovi Martino, 1922                                                                                             | VU          | Боснія і Герцеговина, Хорватія, Косово, Чорногорія, Албанія, Північна Македонія |            |
| Динароміс довголапий *               | Dinaromys longipedis (Đulić & Vidinić, 1967)                                                                                  |             | Боснія і Герцеговина, Хорватія |            |
| Сліпушок степовий                    | Ellobius talpinus Pallas, 1770                                                                                                | LC          | Казахстан, Росія, Україна |            |
| Строкатка степова                    | Lagurus lagurus Pallas, 1773                                                                                                  | LC          | Казахстан, Росія, Україна |            |
| Вузькоголова нориця                  | Lasiopodomys gregalis (Pallas, 1779)                                                                                          | LC          | пн.-євр. Росія |            |
| Лемінг звичайний *                   | Lemmus lemmus Linnaeus, 1758                                                                                                  | LC          | Фінляндія, Норвегія, Росія, Швеція |            |
| Мезокрікетус румунський *            | Mesocricetus newtoni Nehring, 1898                                                                                            | NT          | Болгарія, Румунія |            |
| Мезокрікетус Раде                    | Mesocricetus raddei (Nehring, 1894)                                                                                           | LC          | Грузія, пд.- євр. Росія |            |
| Мезокрікетус Брандта                 | Mesocricetus brandti (Nehring, 1898)                                                                                          | NT          | Вірменія, Азербайджан, Грузія, Росія (Північний Кавказ), Туреччина |            |
| Полівка північна                     | Microtus agrestis Linnaeus, 1761                                                                                              | LC          | Велика Британія, Швейцарія, Ліхтенштейн, Австрія, Бельгія, Нідерланди, Люксембург, Німеччина, Данія, Чехія, Словаччина, Угорщина, Польща, Румунія, Молдова, Україна, Білорусь, Литва, Латвія, Естонія, Норвегія, Швеція, Фінляндія, Росія, Казахстан |            |
| Полівка звичайна                     | Microtus arvalis Pallas, 1778                                                                                                 | LC          | Португалія, Іспанія, Франція, Бельгія, Нідерланди, Люксембург, Швейцарія, Ліхтенштейн, Італія, Австрія, Німеччина, Данія, Чехія, Хорватія, Боснія і Герцеговина, Чорногорія, Албанія, Північна Македонія, Болгарія, Сербія й Косово, Словенія, Словаччина, Угорщина, Румунія, Молдова, Україна, Польща, Білорусь, Литва, Латвія, Естонія, Фінляндія, Росія |            |
| Норик баварський *                   | Microtus (Terricola) bavaricus (König, 1962)                                                                                  | CR          | Австрія (Північно-східні Альпи) |            |
| Норик калабрійський *                | Microtus (Terricola) brachycercus (Lehmann, 1961)                                                                             | LC          | Італія |            |
| Полівка кабрерська *                 | Microtus cabrerae Thomas, 1906                                                                                                | NT          | Португалія, Іспанія |            |
| Норик дагестанський                  | Microtus (Terricola) daghestanicus (Shidlovsky, 1919)                                                                         | LC          | Вірменія, Азербайджан, Грузія, Росія, Туреччина |            |
| Норик середземноморський *           | Microtus (Terricola) duodecimcostatus (de Selys-Longchamps, 1839)                                                             | LC          | Андорра, Франція, Португалія, Іспанія |            |
| Норик Фелтена *                      | Microtus (Terricola) felteni (Malec & Storch, 1963)                                                                           | LC          | Албанія, Греція, Північна Македонія, Сербія |            |
| Норик піренейський *                 | Microtus (Terricola) pyrenaicus (de Sélys-Longchamps, 1847)                                                                   | LC          | Андорра, Франція, Іспанія |            |
| Полівка Хартінга                     | Microtus hartingi Barrett-Hamilton, 1903                                                                                      | —           | Сербія, Північна Македонія, Болгарія, Греція, Туреччина |            |
| Полівка середземноморська *          | Microtus lavernedii (Crespon, 1844)                                                                                           | —           | Іспанія, Франція, Швейцарія, Італія, Австрія, Словенія, Угорщина, Хорватія, Боснія та Герцеговина, Сербія |            |
| Полівка лучна                        | Microtus levis Miller, 1908                                                                                                   | LC          | Вірменія, Азербайджан, Білорусь, Болгарія, Естонія, Фінляндія, Греція, Казахстан, Латвія, Литва, Північна Македонія, Молдова, Чорногорія, Румунія, Росія, Сербія (вкл. Косово), Туреччина, Україна. Введений: Шпіцберген і Ян-Маєн |            |
| Норик Ліхтенштайна *                 | Microtus (Terricola) liechtensteini (Wettstein, 1927)                                                                         | LC          | Австрія, Боснія і Герцеговина, Хорватія, Італія, Сербія, Словенія |            |
| Норик лузітанський *                 | Microtus (Terricola) lusitanicus (Gerbe, 1879)                                                                                | LC          | Франція, Португалія, Іспанія |            |
| Норик коротковухий                   | Microtus (Terricola) majori (Thomas, 1906)                                                                                    | LC          | Вірменія, Азербайджан, Грузія, Росія (Північний Кавказ, чорноморське узбережжя), Туреччина |            |
| Норик альпійський *                  | Microtus (Terricola) multiplex (Fatio, 1905)                                                                                  | LC          | Франція, Італія, Швейцарія — південні Альпи |            |
| Норик сицилійський *                 | Microtus (Terricola) nebrodensis (Minà-Palumbo, 1868)                                                                         | —           | Італія (Сицилія) |            |
| Полівка алтайська                    | Microtus obscurus Eversmann, 1840                                                                                             | —           | Україна, Росія, Грузія, Вірменія, Азербайджан, Туреччина, Казахстан |            |
| Полівка португальська *              | Microtus rozianus (Bocage, 1865)                                                                                              | —           | Португалія, Іспанія |            |
| Норик Саві *                         | Microtus (Terricola) savii (de Selys-Longchamps, 1838)                                                                        | LC          | Франція, Італія (вкл. Сицилія), Швейцарія |            |
| Полівка гуртова                      | Microtus socialis Pallas, 1773                                                                                                | LC          | Вірменія, Азербайджан, Грузія, Казахстан, Росія, Туреччина, Україна |            |
| Норик підземний                      | Microtus (Terricola) subterraneus de Selys-Longchamps, 1836                                                                   | LC          | Австрія, Албанія, Білорусь, Бельгія, Боснія і Герцеговина, Болгарія, Хорватія, Чехія, Естонія, Франція, Німеччина, Греція, Угорщина, Італія, Ліхтенштейн, Люксембург, Північна Македонія, Молдова, Чорногорія, Нідерланди, Польща, Румунія, Росія, Сербія, Словаччина, Словенія, Швейцарія, Туреччина, Україна |            |
| Норик татринський *                  | Microtus (Terricola) tatricus Kratochvíl, 1952                                                                                | LC          | Польща, Румунія, Словаччина, Україна |            |
| Норик Томаса *                       | Microtus (Terricola) thomasi (Barrett-Hamilton, 1903)                                                                         | LC          | Албанія, Боснія і Герцеговина, Греція, Чорногорія |            |
| Нориця руда                          | Myodes glareolus Schreber, 1780                                                                                               | LC          | Австрія, Білорусь, Бельгія, Боснія і Герцеговина, Болгарія, Хорватія, Чехія, Данія, Естонія, Фінляндія, Франція, Німеччина, Греція, Угорщина, Ірландія, Італія, Латвія, Ліхтенштейн, Литва, Північна Македонія, Молдова, Чорногорія, Нідерланди, Норвегія, Польща, Румунія, Росія, Сербія, Словаччина, Словенія, Іспанія, Швеція, Швейцарія, Туреччина, Україна, Велика Британія |            |
| Нориця сіра рудоноспинна             | Myodes rufocanus Sundevall, 1846                                                                                              | LC          | Фінляндія, Норвегія, Росія, Швеція |            |
| Нориця червона                       | Myodes rutilus Pallas, 1779                                                                                                   | LC          | Фінляндія, Казахстан, Норвегія, Росія, Швеція |            |
| Лісовий лемінг                       | Myopus schisticolor Pallas, 1779                                                                                              | LC          | Фінляндія, Норвегія, Росія, Швеція |            |
| Ондатра                              | Ondatra zibethicus Linnaeus, 1766                                                                                             | LC          | Введений: Албанія, Австрія, Білорусь, Бельгія, Болгарія, Чехія, Естонія, Фінляндія, Франція, Німеччина, Гібралтар, Угорщина, Італія, Латвія, Литва, Молдова, Нідерланди, Польща, Румунія, Росія, Словаччина, Словенія, Швеція, Швейцарія, Україна |            |
| Прометеоміс кігтистий                | Prometheomys schaposchnikowi Satunin, 1901                                                                                    | LC          | Грузія, Росія (Північний Кавказ), Туреччина |            |
| Родина: Стрибакові (Dipodidae)       | |             | |            |
| Тушкан великий                       | Allactaga major Kerr, 1792 | LC          | Казахстан, Росія, Україна |            |
| Тушкан малий п'ятипалий              | Allactaga elater (Lichtenstein, 1825)                                                                                         | LC          | Вірменія, Азербайджан, Грузія, Казахстан, Росія |            |
| Стрибак                              | Dipus sagitta (Pallas, 1773)                                                                                                  | LC          | Казахстан, Росія |            |
| Тушканчик малий                      | Pygeretmus pumilio (Kerr, 1792)                                                                                               | LC          | Казахстан, Росія |            |
| Кандибка пустельний                  | Stylodipus telum Lichtenstein, 1823                                                                                           | LC          | Казахстан, Росія, Україна |            |
| Родина: Щетинцеві (Echimyidae)       | |             | |            |
| Нутрія                               | Myocastor coypus (Molina, 1782)                                                                                               | LC          | Введений: Австрія, Бельгія, Чехія, Данія, Франція, Німеччина, Греція, Угорщина, Італія, Нідерланди, Норвегія, Польща, Румунія, Іспанія, Швеція, Швейцарія, Велика Британія |            |
| Родина: Вовчкові (Gliridae)          | |             | |            |
| Соня лісова                          | Dryomys nitedula Pallas, 1778                                                                                                 | LC          | Албанія, Австрія, Азербайджан, Білорусь, Боснія і Герцеговина, Болгарія, Хорватія, Чехія, Грузія, Німеччина, Греція, Угорщина, Італія, Казахстан, Латвія, Ліхтенштейн, Литва, Північна Македонія, Молдова, Чорногорія, Польща, Румунія, Росія, Сербія, Словаччина, Словенія, Швейцарія, Туреччина, Україна |            |
| Жолудниця європейська                | Eliomys quercinus Linnaeus, 1766                                                                                              | NT          | Андорра, Австрія, Білорусь, Бельгія, Боснія і Герцеговина, Хорватія, Чехія, Естонія, Фінляндія, Франція, Німеччина, Італія, Латвія, Люксембург, Молдова, Нідерланди, Польща, Португалія, Румунія, Росія, Словаччина, Словенія, Іспанія, Швейцарія, Україна |            |
| Вовчок сірий                         | Glis glis Linnaeus, 1766 | LC          | Австрія, Албанія, Азербайджан, Білорусь, Бельгія, Боснія і Герцеговина, Болгарія, Хорватія, Чехія, Франція, Грузія, Німеччина, Греція, Угорщина, Італія, Латвія, Литва, Північна Македонія, Молдова, Чорногорія, Польща, Румунія, Росія, Сербія, Словаччина, Словенія, Іспанія, Швейцарія, Туреччина, Україна. Введений: Велика Британія |            |
| Ліскулька                            | Muscardinus avellanarius Linnaeus, 1758                                                                                       | LC          | Австрія, Албанія, Білорусь, Бельгія, Боснія і Герцеговина, Болгарія, Хорватія, Чехія, Данія, Естонія, Франція, Німеччина, Греція, Угорщина, Італія, Латвія, Литва, Північна Македонія, Молдова, Чорногорія, Нідерланди, Польща, Румунія, Російська федерація, Сербія, Словаччина, Словенія, Швеція, Швейцарія, Туреччина, Україна, Велика Британія |            |
| Міомімус Роача                       | Myomimus roachi Bate, 1937 | VU          | Болгарія, Греція, Туреччина |            |
| Родина: Їжатцеві (Hystricidae)       | |             | |            |
| Їжатець чубатий                      | Hystrix cristata Linnaeus, 1758                                                                                               | LC          | Італія |            |
| Родина: Мишеві (Muridae)             | |             | |            |
| Акоміс критський *                   | Acomys minous Bate, 1906 | DD          | Греція (Крит) |            |
| Житник пасистий                      | Apodemus agrarius Pallas, 1771                                                                                                | LC          | Австрія, Вірменія, Азербайджан, Білорусь, Боснія і Герцеговина, Болгарія, Хорватія, Чехія, Данія, Естонія, Фінляндія, Грузія, Німеччина, Греція, Угорщина, Італія, Казахстан, Латвія, Литва, Північна Македонія, Молдова, Чорногорія, Польща, Румунія, Росія, Сербія, Словаччина, Словенія, Туреччина, Україна |            |
| Житник альпійський *                 | Apodemus alpicola Heinrich, 1952                                                                                              | LC          | Австрія, Франція, Німеччина, Італія, Швейцарія |            |
| Житник західний широкозубий *        | Apodemus epimelas Nehring, 1902                                                                                               | LC          | Албанія, Боснія і Герцеговина, Болгарія, Хорватія, Греція, Північна Македонія, Чорногорія, Сербія |            |
| Житник жовтошиїй                     | Apodemus flavicollis Melchior, 1834                                                                                           | LC          | Албанія, Вірменія, Австрія, Білорусь, Боснія і Герцеговина, Болгарія, Хорватія, Чехія, Данія, Естонія, Фінляндія, Франція, Німеччина, Греція, Угорщина, Італія, Латвія, Ліхтенштейн, Литва, Люксембург, Північна Македонія, Молдова, Чорногорія, Нідерланди, Норвегія, Польща, Румунія, Росія, Сербія, Словаччина, Словенія, Іспанія, Швеція, Швейцарія, Туреччина, Україна, Велика Британія |            |
| Житник вусатий                       | Apodemus mystacinus Danford & Alston, 1877                                                                                    | LC          | Грузія, Греція (Східні Егейські острови, Крит), Сербія (Косово), Туреччина |            |
| Житник чорноморський                 | Apodemus ponticus Sviridenko, 1936                                                                                            | LC          | Вірменія, Азербайджан, Грузія, Росія |            |
| Житник лісовий                       | Apodemus sylvaticus Linnaeus, 1758                                                                                            | LC          | Албанія, Андорра, Австрія, Білорусь, Бельгія, Боснія і Герцеговина, Болгарія, Хорватія, Чехія, Данія, Франція, Німеччина, Греція, Угорщина, Ісландія, Ірландія, Італія, Ліхтенштейн, Литва, Люксембург, Північна Македонія, Молдова, Монако, Чорногорія, Нідерланди, Норвегія, Польща, Португалія, Румунія, Росія, Сербія, Словаччина, Словенія, Іспанія, Швеція, Швейцарія, Туреччина, Україна, Велика Британія |            |
| Житник уральський                    | Apodemus uralensis Pallas, 1811                                                                                               | LC          | Вірменія, Австрія, Азербайджан, Білорусь, Болгарія, Хорватія, Чехія, Естонія, Грузія, Угорщина, Казахстан, Латвія, Литва, Молдова, Чорногорія, Польща, Румунія, Росія, Сербія, Словаччина, Туреччина, Україна |            |
| Житник степовий                      | Apodemus witherbyi Pallas, 1811                                                                                               | LC          | Вірменія, Азербайджан, Грузія, Росія, Туреччина, Україна |            |
| Меріонес полуденний                  | Meriones meridianus (Pallas, 1773)                                                                                            | LC          | Казахстан, Росія |            |
| Меріонес тамариксовий                | Meriones tamariscinus Pallas, 1773                                                                                            | LC          | Казахстан, Росія |            |
| Мишка лучна                          | Micromys minutus Pallas, 1771                                                                                                 | LC          | Вірменія, Австрія, Азербайджан, Білорусь, Бельгія, Боснія і Герцеговина, Болгарія, Хорватія, Чехія, Данія, Естонія, Фінляндія, Франція, Грузія, Німеччина, Греція, Угорщина, Італія, Латвія, Литва, Люксембург, Північна Македонія, Молдова, Чорногорія, Нідерланди, Польща, Румунія, Росія, Сербія, Словаччина, Словенія, Іспанія, Швейцарія, Туреччина, Україна, Велика Британія |            |
| Миша македонська                     | Mus macedonicus Petrov & Ruzic, 1983                                                                                          | LC          | Вірменія, Азербайджан, Болгарія, Грузія, Греція, Північна Македонія, Сербія, Туреччина |            |
| Миша хатня                           | Mus musculus Linnaeus, 1758                                                                                                   | LC          | Албанія, Андорра, Вірменія, Австрія, Азербайджан, Білорусь, Бельгія, Боснія і Герцеговина, Болгарія, Хорватія, Чехія, Данія, Естонія, Фарерські острови, Фінляндія, Франція, Грузія, Німеччина, Гібралтар, Греція, Ватикан, Угорщина, Ісландія, Ірландія, Італія, Казахстан, Латвія, Ліхтенштейн, Литва, Люксембург, Північна Македонія, Мальта, Молдова, Монако, Чорногорія, Нідерланди, Норвегія, Польща, Португалія, Румунія, Росія, Сербія, Словаччина, Словенія, Іспанія, Швеція, Швейцарія, Туреччина, Україна, Велика Британія. Введений: Кіпр                            |            |
| Миша курганцева *                    | Mus spicilegus Petényi, 1882                                                                                                  | LC          | Албанія, Австрія, Боснія і Герцеговина, Болгарія, Хорватія, Чехія, Греція, Угорщина, Північна Македонія, Молдова, Чорногорія, Румунія, Росія, Сербія, Словаччина, Словенія, Україна |            |
| Миша алжирська                       | Mus spretus Lataste, 1883 | LC          | Франція, Португалія, Іспанія (Балеарські острови) |            |
| Пацюк коричневий                     | Rattus norvegicus Berkenhout, 1769                                                                                            | LC          | Введений: Албанія, Вірменія, Австрія, Азербайджан, Білорусь, Бельгія, Боснія і Герцеговина, Болгарія, Кіпр, Чехія, Данія, Естонія, Фінляндія, Франція, Грузія, Німеччина, Греція, Угорщина, Ісландія, Ірландія, Італія, Казахстан, Латвія, Литва, Північна Македонія, Мальта, Чорногорія, Нідерланди, Норвегія, Польща, Португалія, Румунія, Росія, Сан-Марино, Словаччина, Словенія, Іспанія, Швеція, Швейцарія, Туреччина, Україна, Велика Британія |            |
| Пацюк чорний                         | Rattus rattus Linnaeus, 1758                                                                                                  | LC          | Введений: Албанія, Австрія, Бельгія, Боснія і Герцеговина, Болгарія, Хорватія, Кіпр, Чехія, Естонія, Франція, Німеччина, Греція, Угорщина, Ірландія, Італія, Латвія, Ліхтенштейн, Литва, Люксембург, Північна Македонія, Мальта, Молдова, Чорногорія, Нідерланди. Польща, Португалія, Румунія, Росія, Сербія, Словенія, Іспанія, Швейцарія, Туреччина, Україна, Велика Британія |            |
| Біла піщанка                         | Rhombomys opimus (Lichtenstein, 1823)                                                                                         | LC          | Казахстан (правий берег р. Урал) |            |
| Родина: Вивіркові (Sciuridae)        | |             | |            |
| Атлантоксер берберський              | Atlantoxerus getulus Linnaeus, 1758                                                                                           | LC          | Введений: Іспанія (Канарські острови) |            |
| Бурундук сибірський                  | Eutamias sibiricus (Laxmann, 1769)                                                                                            | LC          | Росія. Введений: Бельгія, Німеччина, Італія, Нідерланди, Швейцарія |            |
| Бабак степовий                       | Marmota bobak Muller, 1776 | LC          | Казахстан, Росія, Україна |            |
| Бабак альпійський *                  | Marmota marmota Linnaeus, 1758                                                                                                | LC          | Австрія, Німеччина, Італія, Ліхтенштейн, Польща, Румунія, Словенія, Словаччина, Швейцарія. Введений: Андорра, Франція, Іспанія |            |
| Політуха сибірська                   | Pteromys volans Linnaeus, 1758                                                                                                | LC          | Естонія, Фінляндія, Латвія, Росія |            |
| Вивірка кавказька                    | Sciurus anomalus Gmelin, 1778                                                                                                 | LC          | Вірменія, Азербайджан, Грузія, Греція, Туреччина |            |
| Вивірка каролінська                  | Sciurus carolinensis Gmelin, 1788                                                                                             | LC          | Введений: Італія, Велика Британія |            |
| Вивірка калабрійська                 | Sciurus meridionalis Lucifero, 1907                                                                                           |             | Італія |            |
| Вивірка звичайна                     | Sciurus vulgaris Linnaeus, 1758                                                                                               | LC          | Албанія, Австрія, Білорусь, Бельгія, Боснія і Герцеговина, Болгарія, Хорватія, Чехія, Данія, Естонія, Фінляндія, Франція, Німеччина, Греція, Угорщина, Ірландія, Італія, Латвія, Ліхтенштейн, Литва, Люксембург, Північна Македонія, Чорногорія, Нідерланди, Норвегія, Польща, Португалія, Румунія, Росія, Сербія, Словаччина, Словенія, Іспанія, Швеція, Швейцарія, Туреччина, Україна, Велика Британія. Введений: Вірменія, Азербайджан, Грузія, Казахстан |            |
| Ховрах європейський *                | Spermophilus citellus Linnaeus, 1766                                                                                          | VU          | Австрія, Болгарія, Греція, Угорщина, Північна Македонія, Хорватія, Чехія, Молдова, Польща, Румунія, Сербія (Косово, Сербія), Словаччина, Туреччина, Україна |            |
| Ховрах жовтий                        | Spermophilus fulvus Lichtenstein, 1823                                                                                        | VU          | Казахстан, Росія (Каспій) |            |
| Ховрах великий                       | Spermophilus major Pallas, 1779                                                                                               | LC          | Казахстан, Росія (Приуралля) |            |
| Ховрах кавказький *                  | Spermophilus musicus Ménétries, 1832                                                                                          | NT          | Росія (Північний Кавказ) |            |
| Ховрах малий                         | Spermophilus pygmaeus Pallas, 1778                                                                                            | LC          | Казахстан, Росія, Україна |            |
| Ховрах крапчастий *                  | Spermophilus suslicus Güldenstädt, 1770                                                                                       | NT          | Білорусь, Молдова, Польща, Росія, Україна |            |
| Родина: Sminthidae                   | |             | |            |
| Мишівка лісова                       | Sicista betulina Pallas, 1779                                                                                                 | LC          | Австрія, Азербайджан, Білорусь, Чехія, Данія, Естонія, Фінляндія, Грузія, Німеччина, Казахстан, Латвія, Литва, Молдова, Норвегія, Польща, Румунія, Росія, Словаччина, Швеція, Україна |            |
| Мишівка кавказька                    | Sicista caucasica Vinogradov, 1925                                                                                            | NT          | Грузія, Росія |            |
| Мишівка цимлянська *                 | Sicista cimlanica Kovalskaya, Tikhonov, Tikhonova, Surov, & Bogomolov, 2000                                                   | —           | Росія |            |
| Мишівка казбегська                   | Sicista kazbegica Sokolov, Baskevich & Kovalskaya, 1986                                                                       | EN          | Грузія, Росія |            |
| Мишівка клухорська                   | Sicista kluchorica Sokolov, Kovalskaya & Baskevich, 1980                                                                      | LC          | Грузія, Росія |            |
| Мишівка південна *                   | Sicista loriger (Nathusius, 1840)                                                                                             | VU          | Румунія, Росія, Україна |            |
| Мишівка Сєвєрцова *                  | Sicista severtzovi Ognev, 1935                                                                                                | LC          | Росія, Україна |            |
| Мишівка донська *                    | Sicista strandi Formozov, 1931                                                                                                | LC          | Росія, Україна |            |
| Мишівка степова                      | Sicista subtilis Pallas, 1773                                                                                                 | LC          | Казахстан, Росія |            |
| Мишівка угорська *                   | Sicista trizona (Frivaldszky, 1865)                                                                                           | EN          | Угорщина, Румунія |            |
| Родина: Сліпакові (Spalacidae)       | |             | |            |
| Сліпак понтичний *                   | Nannospalax leucodon (Nordmann, 1840) syn. Spalax leucodon                                                                    | DD          | Угорщина, Україна, Молдова, Румунія, Боснія та Герцеговина, Сербія та Косово, Чорногорія, Албанія, Північна Македонія, Болгарія, Греція, Туреччина |            |
| Сліпак анатолійський                 | Nannospalax xanthodon (Nordmann, 1840)                                                                                        | DD          | Греція (східно-егейські острови), Туреччина, Грузія, Вірменія |            |
| Сліпак античний *                    | Spalax antiquus Méhely, 1909                                                                                                  | EN          | Румунія |            |
| Сліпак піщаний *                     | Spalax arenarius Reshetnik, 1939                                                                                              | EN          | Україна |            |
| Сліпак гігантський *                 | Spalax giganteus Nehring, 1897                                                                                                | LC          | Росія (Каспій) |            |
| Сліпак буковинський *                | Spalax graecus Nehring, 1898                                                                                                  | VU          | Молдова, Румунія, Україна |            |
| Сліпак олтський *                    | Spalax istricus Méhely, 1909                                                                                                  | CR          | Румунія |            |
| Сліпак звичайний *                   | Spalax microphthalmus Nehring, 1897                                                                                           | LC          | Росія, Україна |            |
| Сліпак подільський *                 | Spalax zemni Erxleben, 1777                                                                                                   | VU          | Україна |            |
| Ряд: Примати (Primates)              | |             | |            |
| Родина: Мавпові (Cercopithecidae)    | |             | |            |
| Макака лісовий                       | Macaca sylvanus Linnaeus, 1758                                                                                                | EN          | Завезений на Гібралтар ймовірно ≈ 1300 років тому; живе у напівдикому стані |            |
| Клада: Лавразіотерії                 | |             | |            |
| Ряд: Комахоїдні (Eulipotyphla)       | |             | |            |
| Родина: Їжакові (Erinaceidae)        | |             | |            |
| Їжак алжирський                      | Atelerix algirus Lereboullet, 1842                                                                                            | LC          | Мальта, Іспанія — можливо, інтродуцент |            |
| Їжак південний                       | Erinaceus concolor Martin, 1837                                                                                               | LC          | Греція (Родос), Туреччина, Вірменія, Азербайджан, Грузія, Росія |            |
| Їжак європейський *                  | Erinaceus europaeus Linnaeus, 1758                                                                                            | LC          | Австрія, Бельгія, Хорватія, Чехія, Данія, Естонія, Фінляндія, Франція, Німеччина, Ірландія, Італія, Латвія, Люксембург, Нідерланди, Норвегія, Польща, Португалія, Росія, Словенія, Іспанія, Швеція, Швейцарія, Велика Британія |            |
| Їжак білочеревий                     | Erinaceus roumanicus Barrett-Hamilton, 1900                                                                                   | LC          | Австрія, Албанія, Білорусь, Боснія і Герцеговина, Болгарія, Хорватія, Чехія, Естонія, Грузія, Греція, Угорщина, Італія, Латвія, Литва, Північна Македонія, Молдова, Чорногорія, Польща, Румунія, Росія, Сербія, Словаччина, Словенія, Туреччина, Україна |            |
| Їжачок вухатий                       | Hemiechinus auritus Gmelin, 1770                                                                                              | LC          | Кіпр, Туреччина, Грузія, Вірменія, Азербайджан, Росія, Україна |            |
| Родина: Мідицеві (Soricidae)         | |             | |            |
| Білозубка канарська *                | Crocidura canariensis Hutterer, Lopez-Jurado, and Vogel, 1987                                                                 | EN          | Іспанія (Канарські о-ви) |            |
| Білозубка Гюльденштедта              | Crocidura gueldenstaedtii (Pallas, 1811)                                                                                      | —           | південна половина Європи |            |
| Білозубка білочерева                 | Crocidura leucodon Hermann, 1780                                                                                              | LC          | Албанія, Вірменія, Австрія, Азербайджан, Білорусь, Бельгія, Боснія і Герцеговина, Болгарія, Хорватія, Чехія, Франція, Грузія, Німеччина, Греція, Угорщина, Італія, Ліхтенштейн, Люксембург, Північна Македонія, Молдова, Чорногорія, Нідерланди, Польща, Румунія, Росія, Сербія, Словаччина, Словенія, Швейцарія, Туреччина, Україна |            |
| Білозубка північноафриканська        | Crocidura pachyura Kuster, 1835                                                                                               | LC          | Італія (Сардинія), Іспанія (Балеарські острови) |            |
| Білозубка звичайна                   | Crocidura russula Hermann, 1780                                                                                               | LC          | Австрія, Бельгія, Франція, Німеччина, Ірландія, Ліхтенштейн, Люксембург, Марокко, Нідерланди, Португалія, Іспанія, Швейцарія |            |
| Білозубка сицилійська *              | Crocidura sicula Miller, 1900                                                                                                 | LC          | Італія (Сицилія й пов'язані з нею острови), на Мальті ймовірно вимер |            |
| Білозубка мала                       | Crocidura suaveolens Pallas, 1811                                                                                             | LC          | Албанія, Вірменія, Австрія, Азербайджан, Білорусь, Боснія і Герцеговина, Болгарія, Китай, Хорватія, Кіпр, Чехія, Франція, Грузія, Німеччина, Греція, Угорщина, Італія, Казахстан, Ліхтенштейн, Північна Македонія, Молдова, Чорногорія, Польща, Румунія, Росія, Словаччина, Словенія, Іспанія, Швейцарія, Туреччина, Україна, Велика Британія |            |
| Білозубка критська *                 | Crocidura zimmermanni Wettstein, 1953                                                                                         | EN          | Греція (Крит) |            |
| Путорак рябий                        | Diplomesodon pulchellum (H. Lichtenstein, 1823)                                                                               | LC          | Прикаспій на захід від р. Урал |            |
| Рясоніжка мала                       | Neomys anomalus Cabrera, 1907                                                                                                 | LC          | Португалія, Іспанія, Франція |            |
| Рясоніжка велика                     | Neomys fodiens Pennant, 1771                                                                                                  | LC          | Австрія, Албанія, Білорусь, Бельгія, Боснія і Герцеговина, Болгарія, Хорватія, Чехія, Данія, Естонія, Фінляндія, Франція, Німеччина, Греція, Угорщина, Італія, Казахстан, Латвія, Ліхтенштейн, Литва, Люксембург, Північна Македонія, Молдова, Чорногорія, Нідерланди, Норвегія, Польща, Румунія, Росія, Сербія, Словаччина, Словенія, Іспанія, Швеція, Швейцарія, Туреччина, Україна, Велика Британія |            |
| Рясоніжка середземноморська          | Neomys milleri Mottaz, 1907                                                                                                   | LC          | Франція, Бельгія, Люксембург, Німеччина, Швейцарія, Ліхтенштейн, Італія, Австрія, Словенія, Хорватія, Боснія та Герцеговина, Чехія, Польща, Словаччина, Угорщина, Сербія та Косово, Чорногорія, Північна Македонія, Греція, Албанія, Болгарія, Румунія, Молдова, Україна, Росія, Білорусь, Туреччина |            |
| Рясоніжка закавказька                | Neomys teres Miller, 1908 | LC          | Вірменія, Азербайджан, Грузія, Росія (Північний Кавказ), Туреччина |            |
| Мідиця альпійська *                  | Sorex alpinus Schinz, 1837 | NT          | Австрія, Албанія, Боснія і Герцеговина, Хорватія, Чехія, Франція, Німеччина, Угорщина, Італія, Ліхтенштейн, Чорногорія, Польща, Румунія, Сербія, Словаччина, Словенія, Швейцарія, Україна. Можливо зниклий: Іспанія |            |
| Мідиця вальська *                    | Sorex antinorii Bonaparte, 1840                                                                                               | LC          | Франція, Італія, Швейцарія |            |
| Мідиця звичайна                      | Sorex araneus Linnaeus, 1758                                                                                                  | LC          | Албанія, Андорра, Австрія, Білорусь, Бельгія, Боснія і Герцеговина, Болгарія, Хорватія, Чехія, Данія, Естонія, Фінляндія, Франція, Німеччина, Греція, Угорщина, Казахстан, Латвія, Ліхтенштейн, Литва, Люксембург, Північна Македонія, Молдова, Чорногорія, Нідерланди, Норвегія, Польща, Румунія, Росія, Сербія, Словаччина, Словенія, Іспанія, Швеція, Швейцарія, Туреччина, Україна, Велика Британія |            |
| Мідиця середня                       | Sorex caecutiens Laxmann, 1788                                                                                                | LC          | Білорусь, Естонія, Фінляндія, Казахстан, Латвія, Литва, Норвегія, Польща, Росія, Швеція, Україна |            |
| Мідиця коронована *                  | Sorex coronatus Millet, 1828                                                                                                  | LC          | Андорра, Австрія, Бельгія, Франція, Німеччина, Ліхтенштейн, Нідерланди, Іспанія, Швейцарія |            |
| Мідиця іберійська *                  | Sorex granarius Miller, 1910                                                                                                  | LC          | Португалія, Іспанія |            |
| Мідиця рівнозуба                     | Sorex isodon Turov, 1924 | LC          | Білорусь, Фінляндія, Казахстан, Норвегія, Росія, Швеція |            |
| Мідиця крихітна                      | Sorex minutissimus Zimmermann, 1780                                                                                           | LC          | Естонія, Фінляндія, Норвегія, Росія, Швеція |            |
| Мідиця мала                          | Sorex minutus Linnaeus, 1766                                                                                                  | LC          | Албанія, Андорра, Вірменія, Австрія, Азербайджан, Білорусь, Бельгія, Боснія і Герцеговина, Болгарія, Хорватія, Чехія, Данія, Естонія, Фінляндія, Франція, Грузія, Німеччина, Греція, Угорщина, Ірландія, Італія, Латвія, Ліхтенштейн, Литва, Люксембург, Північна Македонія, Молдова, Чорногорія, Нідерланди, Норвегія, Польща, Португалія, Румунія, Росія, Сербія, Словаччина, Словенія, Іспанія, Швеція, Швейцарія, Туреччина, Україна, Велика Британія |            |
| Мідиця Раде                          | Sorex raddei Satunin, 1895 | LC          | Вірменія, Азербайджан, Грузія, Росія (Північний Кавказ), Туреччина |            |
| Мідиця апеннінська *                 | Sorex samniticus Altobello, 1926                                                                                              | LC          | Італія |            |
| Мідиця кавказька                     | Sorex satunini Ognev, 1922 | LC          | Вірменія, Азербайджан, Грузія, Росія (Північний Кавказ), Туреччина |            |
| Мідиця понтична                      | Sorex volnuchini Ognev, 1922                                                                                                  | LC          | Вірменія, Азербайджан, Грузія, Росія (Північний Кавказ і прилеглі території), Туреччина |            |
| Сункус етруський                     | Suncus etruscus Savi, 1822 | LC          | Албанія, Азербайджан, Боснія і Герцеговина, Болгарія, Хорватія, Кіпр, Франція, Грузія, Греція, Італія, Північна Македонія, Мальта, Чорногорія, Португалія, Словенія, Іспанія, Туреччина |            |
| Родина: Кротові (Talpidae)           | |             | |            |
| Хохуля руська                        | Desmana moschata Linnaeus, 1758                                                                                               | EN          | Казахстан, Росія, Україна |            |
| Піренейська хохуля *                 | Galemys pyrenaicus E. Geoffroy St. Hilaire, 1811                                                                              | VU          | Андорра, Франція, Португалія, Іспанія |            |
| Кріт аквітанський *                  | Talpa aquitania Nicolas, Martínez-Vargas, & Hugot, 2017                                                                       | —           | пд.-зх. Франція, пн.-сх. Іспанія |            |
| Кріт сліпий *                        | Talpa caeca Savi, 1822 | LC          | Боснія і Герцеговина, Франція, Греція, Італія, Північна Македонія, Монако, Сан-Марино, Сербія, Швейцарія |            |
| Кріт кавказький                      | Talpa caucasica Satunin, 1908                                                                                                 | LC          | Вірменія, Грузія, Росія, Туреччина |            |
| Кріт європейський                    | Talpa europaea Linnaeus, 1758                                                                                                 | LC          | Албанія, Андорра, Австрія, Білорусь, Бельгія, Боснія і Герцеговина, Болгарія, Хорватія, Чехія, Данія, Естонія, Фінляндія, Франція, Німеччина, Греція, Угорщина, Італія, Латвія, Ліхтенштейн, Литва, Люксембург, Північна Македонія, Молдова, Монако, Чорногорія, Нідерланди, Польща, Румунія, Росія, Сербія, Словаччина, Словенія, Іспанія, Швеція, Швейцарія, Туреччина, Україна, Велика Британія |            |
| Кріт левантський                     | Talpa levantis Thomas, 1906                                                                                                   | LC          | Вірменія, Азербайджан, Болгарія, Грузія, Росія, Туреччина |            |
| Кріт Мартіно *                       | Talpa martinorum Kryštufek, Nedyalkov, Astrin, & Hutterer, 2018                                                               | —           | Болгарія, Туреччина |            |
| Кріт іберійський *                   | Talpa occidentalis Cabrera, 1907                                                                                              | LC          | Португалія, Іспанія |            |
| Кріт римський *                      | Talpa romana Thomas, 1902 | LC          | Італія |            |
| Кріт балканський *                   | Talpa stankovici V. Martino & E. Martino, 1931                                                                                | LC          | Греція, Північна Македонія, Чорногорія, Сербія (Косово) |            |
| Ряд: Рукокрилі (Chiroptera)          | |             | |            |
| Родина: Довгокрилові (Miniopteridae) | |             | |            |
| Довгокрил звичайний                  | Miniopterus schreibersii Kuhl, 1817                                                                                           | NT          | Албанія, Вірменія, Азербайджан, Боснія і Герцеговина, Болгарія, Хорватія, Кіпр, Франція, Грузія, Гібралтар, Греція, Ватикан, Угорщина, Італія, Північна Македонія, Мальта, Монако, Чорногорія, Португалія, Румунія, Росія, Сан-Марино, Сербія, Словаччина, Словенія, Іспанія, Швейцарія, Туреччина. Можливо зниклий: Австрія |            |
| Родина: Молосові (Molossidae)        | |             | |            |
| Тадарида європейська                 | Tadarida teniotis Rafinesque, 1814                                                                                            | LC          | Албанія, Вірменія, Азербайджан, Боснія і Герцеговина, Болгарія, Хорватія, Кіпр, Франція, Грузія, Гібралтар, Греція, Ватикан, Італія, Казахстан, Північна Македонія, Мальта, Монако, Чорногорія, Португалія, Росія, Сан-Марино, Сербія, Іспанія, Швейцарія, Туреччина |            |
| Родина: Підковикові (Rhinolophidae)  | |             | |            |
| Підковик Блазюса                     | Rhinolophus blasii Peters, 1866                                                                                               | LC          | Албанія, Вірменія, Австрія, Азербайджан, Боснія і Герцеговина, Болгарія, Хорватія, Кіпр, Греція, Чорногорія, Сербія, Туреччина |            |
| Підковик південний                   | Rhinolophus euryale Blasius, 1853                                                                                             | NT          | Албанія, Андорра, Вірменія, Азербайджан, Боснія і Герцеговина, Болгарія, Хорватія, Франція, Грузія, Гібралтар, Греція, Ватикан, Угорщина, Італія, Македонії, Монако, Чорногорії, Португалія, Румунія, Росія, Сан-Марино, Сербія, Словаччина, Словенія, Іспанія, Туреччина |            |
| Підковик великий                     | Rhinolophus ferrumequinum Schreber, 1774                                                                                      | LC          | Албанія, Андорра, Вірменія, Австрія, Азербайджан, Боснія і Герцеговина, Болгарія, Хорватія, Кіпр, Чехія, Франція, Грузія, Німеччина, Гібралтар, Греція, Угорщині, Італія, Казахстан, Ліхтенштейн, Люксембург, Північна Македонія, Молдова, Монако, Чорногорії, Польщі, Португалія, Румунія, Росія, Сан-Марино, Сербія, Словаччина, Словенія, Іспанія, Швейцарія, Туреччина, Україна, Велика Британія. Можливо зниклий: Мальта |            |
| Підковик малий                       | Rhinolophus hipposideros Bechstein, 1800                                                                                      | LC          | Албанія, Андорра, Вірменія, Австрія, Азербайджан, Бельгія, Боснія і Герцеговина, Болгарія, Хорватія, Кіпр, Чехія, Франція, Грузія, Німеччина, Гібралтар, Греція, Ватикан, Угорщина, Ірландія, Італія, Казахстан, Люксембург, Північна Македонія, Мальта, Молдова, Монако, Чорногорії, Польщі, Португалія, Румунія, Росія, Сан-Марино, Сербія, Словаччина, Словенія, Іспанія, Швейцарія, Туреччина, Україна, Велика Британія |            |
| Підковик Мегея                       | Rhinolophus mehelyi Matschie, 1901                                                                                            | VU          | Вірменія, Азербайджан, Боснія і Герцеговина, Болгарія, Кіпр, Грузія, Греція, Італія (Сицилія, Сардинія), Молдова, Чорногорія, Північна Македонія, Португалія, Румунія, Росія, Сербія, Словенія, Іспанія, Туреччина |            |
| Родина: Лиликові (Vespertilionidae)  | |             | |            |
| Широковух звичайний                  | Barbastella barbastellus Schreber, 1774                                                                                       | NT          | Андорра, Вірменія, Австрія, Азербайджан, Білорусь, Боснія і Герцеговина, Болгарія, Хорватія, Чехія, Данія, Франція, Грузія, Німеччина, Греція, Ватикан, Угорщина, Ірландія, Італія, Латвія, Ліхтенштейн, Литва, Люксембург, Північна Македонія, Молдова, Монако, Чорногорія, Нідерланди, Польща, Португалія, Румунія, Росія, Сан-Марино, Сербія, Словаччина, Словенія, Іспанія, Швеція, Швейцарія, Україна, Велика Британія. Можливо зниклий: Бельгія |            |
| Широковух каспійський                | Barbastella caspica Satunin, 1908                                                                                             | —           | Прикаспійська Росія |            |
| Широковух азійський                  | Barbastella leucomelas (Cretzschmar, 1826)                                                                                    | LC          | Росія (Північний Кавказ), Вірменія, Азербайджан, Грузія |            |
| Пергач анатолійський                 | Eptesicus anatolicus Felten, 1971                                                                                             | LC          | Греція (Егейські острови), Туреччина |            |
| Пергач ізабельний                    | Eptesicus isabellinus Temminck, 1840                                                                                          | LC          | Гібралтар, Португалія, Іспанія |            |
| Пергач донецький *                   | Eptesicus lobatus Zagorodniuk, 2009                                                                                           | DD          | Україна |            |
| Пергач північний                     | Eptesicus nilssonii Keyserling & Blasius, 1839                                                                                | LC          | Австрія, Азербайджан, Білорусь, Бельгія, Болгарія, Хорватія, Чехія, Данія, Естонія, Фінляндія, Франція, Грузія, Німеччина, Угорщина, Італія, Латвія, Ліхтенштейн, Литва, Люксембург, Нідерланди, Норвегія, Польща, Румунія, Росія, Словаччина, Словенія, Швеція, Швейцарія, Туреччина, Україна |            |
| Пергач пізній                        | Eptesicus serotinus Schreber, 1774                                                                                            | LC          | Албанія, Андорра, Вірменія, Австрія, Азербайджан, Білорусь, Бельгія, Боснія і Герцеговина, Болгарія, Кіпр, Чехія, Данія, Франція, Грузія, Німеччина, Греція (Крит), Ватикан, Угорщина, Італія (Сицилія), Латвія, Ліхтенштейн, Литва, Люксембург, Молдова, Монако, Чорногорія, Нідерланди, Північна Македонія, Польща, Румунія, Росія, Сан-Марино, Сербія, Словаччина, Словенія, Іспанія (Балеарські острови), Швеція, Швейцарія, Туреччина, Україна, Велика Британія |            |
| Гіпсуг гірський                      | Hypsugo savii (Bonaparte, 1837)                                                                                               | LC          | Албанія, Андорра, Австрія, Азербайджан, Боснія і Герцеговина, Болгарія, Хорватія, Кіпр, Чехія, Франція (у т. ч. Корсика), Грузія, Греція (у т. ч. Крит), Ватикан, Угорщина, Італія (у т. ч. Сардинія, Сицилія), Казахстан, Монако, Чорногорія, Португалія, Росія, Сан-Марино, Сербія, Словаччина, Словенія, Іспанія (у т. ч. Балеари, Канарські острови), Швейцарія, Туреччина, Україна |            |
| Нічниця мала *                       | Myotis alcathoe von Helversen & Heller, 2001                                                                                  | DD          | Болгарія, Чехія, Франція, Німеччина, Греція, Угорщина, Чорногорія, Сербія, Словаччина, Іспанія, Швейцарія |            |
| Нічниця степова                      | Myotis aurascens Kuzyakin, 1935                                                                                               | LC          | Албанія, Вірменія, Азербайджан, Болгарія, Хорватія, Грузія, Греція, Італія, Казахстан, Північна Македонія, Молдова, Чорногорія, Румунія, Росія, Сербія, Туреччина, Україна |            |
| Нічниця довговуха                    | Myotis bechsteinii Kuhl, 1817                                                                                                 | NT          | Албанія, Андорра, Вірменія, Австрія, Азербайджан, Білорусь, Бельгія, Боснія і Герцеговина, Болгарія, Хорватія, Чехія, Данія, Франція, Грузія, Німеччина, Гібралтар, Греція, Угорщина, Італія, Ліхтенштейну, Македонії, Молдова, Монако, Нідерландів, Польщі, Португалія, Румунія, Росія, Сан-Марино, Сербія, Словаччина, Словенія, Іспанія, Швеція, Швейцарія, Туреччина, Україна, Велика Британія |            |
| Нічниця гостровуха                   | Myotis blythii Tomes, 1857 | LC          | Албанія, Андорра, Вірменія, Австрія, Азербайджан, Боснія і Герцеговина, Болгарія, Хорватія, Кіпр, Чехія, Франція, Грузія, Німеччина, Греція (Крит), Ватикан, Угорщина, Італія (Сицилія), Казахстан, Молдова, Монако, Чорногорія, Північна Македонія, Польща, Португалія, Румунія, Росія, Сан-Марино, Сербія, Словаччина, Словенія, Іспанія, Швейцарія, Туреччина, Україна |            |
| Нічниця Брандта                      | Myotis brandtii Eversmann, 1845                                                                                               | LC          | Албанія, Австрія, Білорусь, Бельгія, Болгарія, Хорватія, Чехія, Данія, Естонія, Фінляндія, Франція, Німеччина, Греція, Угорщина, Італія, Казахстан, Латвія, Ліхтенштейн, Литва, Люксембург, Молдова, Чорногорія, Нідерланди, Норвегія, Польща, Румунія, Росія, Сербія, Словаччина, Словенія, Іспанія, Швеція, Швейцарія, Туреччина, Україна, Велика Британія |            |
| Нічниця довгопала                    | Myotis capaccinii Bonaparte, 1837                                                                                             | VU          | Албанія, Андорра, Боснія і Герцеговина, Болгарія, Хорватія, Кіпр, Франція, Греція, Ватикан, Італія, Північна Македонія, Чорногорія, Румунія, Сербія, Словенія, Іспанія, Туреччина |            |
| Нічниця криптична *                  | Myotis crypticus Ruedi, Ibáñez, Salicini, Juste & Puechmaille, 2019                                                           | —           | Іспанія, Франція, Австрія, Швейцарія, Італія |            |
| Нічниця ставкова                     | Myotis dasycneme Boie, 1825                                                                                                   | NT          | Білорусь, Бельгія, Болгарія, Чехія, Данія, Естонія, Фінляндія, Франція, Німеччина, Угорщина, Казахстан, Латвія, Литва, Люксембург, Молдова, Чорногорія, Нідерланди, Польща, Румунія, Росія, Сербія, Словаччина, Швеція, Україна |            |
| Нічниця водяна                       | Myotis daubentonii Kuhl, 1817                                                                                                 | LC          | Албанія, Андорра, Австрія, Білорусь, Бельгія, Болгарія, Хорватія, Чехія, Данія, Естонія, Фінляндія, Франція, Німеччина, Гібралтар, Греція, Угорщина, Індія, Ірландія, Італія, Казахстан, Латвія, Ліхтенштейн, Литва, Люксембург, Північна Македонія, Молдова, Монако, Чорногорія, Нідерланди, Норвегія, Польща, Португалія, Румунія, Росія, Сан-Марино, Сербія, Словаччина, Словенія, Іспанія, Швеція, Швейцарія, Туреччина, Україна, Велика Британія |            |
| Нічниця триколірна                   | Myotis emarginatus É. Geoffroy, 1806                                                                                          | LC          | Албанія, Андорра, Вірменія, Австрія, Азербайджан, Бельгія, Боснія і Герцеговина, Болгарія, Хорватія, Кіпр, Чехія, Франція (Корсика), Грузія, Німеччина, Греція (Крит), Угорщина, Італія (Сардинія), Казахстан, Люксембург, Монако , Чорногорія, Нідерланди, Північна Македонія, Польща, Португалія, Румунія, Росія, Сан-Марино, Сербія, Словаччина, Словенія, Іспанія (Балеарські острови), Швейцарія, Туреччина, Україна |            |
| Нічниця Ескалера *                   | Myotis escalerai Cabrera, 1904                                                                                                | LC          | Португалія, Іспанія, пд. Франція, можливо Андорра, Гібралтар |            |
| Нічниця велика                       | Myotis myotis Borkhausen, 1797                                                                                                | LC          | Албанія, Андорра, Австрія, Білорусь, Бельгія, Боснія і Герцеговина, Болгарія, Хорватія, Кіпр, Чехія, Франція, Німеччина, Гібралтар, Греція, Ватикан, Угорщина, Італія, Ліхтенштейн, Литва, Люксембург, Північна Македонія, Мальта, Чорногорія, Нідерланди, Польща, Португалія, Румунія, Сан-Марино, Сербія, Словаччина, Словенія, Іспанія, Швеція, Швейцарія, Туреччина, Україна |            |
| Нічниця вусата                       | Myotis mystacinus Kuhl, 1817                                                                                                  | LC          | Андорра, Вірменія, Австрія, Азербайджан, Бельгія, Боснія і Герцеговина, Болгарія, Хорватія, Чехія, Данія, Естонія, Фінляндія, Франція, Грузія, Німеччина, Греція, Угорщина, Ірландія, Італія, Латвія, Ліхтенштейн, Литва, Люксембург, Північна Македонія, Чорногорія, Нідерланди, Норвегія, Польща, Румунія, Росія, Сербія, Словаччина, Словенія, Іспанія, Швеція, Швейцарія, Туреччина, Україна, Велика Британія |            |
| Нічниця війчаста                     | Myotis nattereri Kuhl, 1817                                                                                                   | LC          | Ірландія, Велика Британія, Франція, Люксембург, Бельгія, Нідерланди, Німеччина, Данія, Норвегія, Швеція, Фінляндія, Швейцарія, Ліхтенштейн, Австрія, Чехія, Словаччина, Польща, Угорщина, Словенія, Хорватія, Боснія і Герцеговина, Сербія, Косово, Чорногорія , Албанія, Північна Македонія, Греція, Болгарія, Туреччина, Румунія, Україна, Білорусь, Литва, Латвія, Естонія, Росія |            |
|                                      | Myotis nustrale Ruedi, Beuneux & Puechmaille, 2023                                                                            | —           | Корсика |            |
| Нічниця Фелтена                      | Myotis punicus Felten, Spitzenberger, and Storch, 1977                                                                        | DD          | Франція (Корсика), Італія (Сардинія), Мальта |            |
| Нічниця чулійська                    | Myotis tschuliensis Kuzyakin, 1935                                                                                            | —           | Україна, Росія, Грузія, Вірменія, Азербайджан, Туреччина |            |
| Вечірниця азорська *                 | Nyctalus azoreum (Thomas, 1901)                                                                                               | VU          | Португалія (Азорські острови) |            |
| Вечірниця велетенська                | Nyctalus lasiopterus Schreber, 1780                                                                                           | VU          | Азербайджан, Білорусь, Болгарія, Хорватія, Кіпр, Чехія, Франція, Грузія, Німеччина, Греція, Угорщина, Італія (Сицилія), Казахстан, Молдова, Монако, Марокко, Північна Македонія, Польща, Португалія, Румунія, Росія, Словаччина, Словенія, Іспанія, Швейцарія, Туреччина, Україна |            |
| Вечірниця мала                       | Nyctalus leisleri Kuhl, 1817                                                                                                  | LC          | Албанія, Андорра, Вірменія, Австрія, Азербайджан, Білорусь, Бельгія, Боснія і Герцеговина, Болгарія, Хорватія, Чехія, Франція (Корсика), Грузія, Німеччина, Греція, Угорщина, Ірландія, Італія, Казахстан, Латвія, Ліхтенштейн, Литва, Люксембург , Молдова, Чорногорія, Нідерланди, Північна Македонія, Польща, Португалія (Мадейра), Румунія, Росія, Сербія, Словаччина, Словенія, Іспанія (Канарські острови), Швеція, Швейцарія, Туреччина, Україна, Велика Британія |            |
| Вечірниця дозірна                    | Nyctalus noctula Schreber, 1780                                                                                               | LC          | Албанія, Андорра, Вірменія, Австрія, Азербайджан, Білорусь, Бельгія, Боснія і Герцеговина, Болгарія, Хорватія, Кіпр, Чехія, Данія, Естонія, Фінляндія, Франція, Грузія, Німеччина, Греція, Ватикан, Угорщина, Італія, Казахстан, Латвія, Ліхтенштейн, Литва, Люксембург, Північна Македонія, Мальта, Монако, Чорногорія, Нідерланди, Норвегія, Польща, Румунія, Росія, Сан-Марино, Сербія, Словаччина, Словенія, Іспанія, Швеція, Швейцарія, Туреччина, Україна, Велика Британія                                                                                                 |            |
| Нетопир критський *                  | Pipistrellus creticus Benda in Benda, Georgiakakis, Dietz, Hanák, Galanaki, Markantonatou, Chudárková, Hulva, & Horáček, 2009 | —           | Крит |            |
| Нетопир білосмугий                   | Pipistrellus kuhlii Khul, 1817                                                                                                | LC          | Албанія, Андорра, Вірменія, Австрія, Азербайджан, Боснія і Герцеговина, Болгарія, Хорватія, Кіпр, Франція, Грузія, Німеччина, Гібралтар, Греція, Ватикан, Угорщина, Італія, Казахстан, Північна Македонія, Мальта, Монако, Чорногорія, Португалія, Румунія, Росія, Сан-Марино, Сербія, Словаччина, Словенія, Іспанія, Швейцарія, Туреччина, Україна |            |
| Нетопир мадейрський *                | Pipistrellus maderensis Dobson, 1878                                                                                          | VU          | Португалія (Азорські острови — наявність невизначена, Мадейра), Іспанія (Канарські о-ви). |            |
| Нетопир лісовий                      | Pipistrellus nathusii Keyserling & Blasius, 1839                                                                              | LC          | Албанія, Андорра, Вірменія, Австрія, Азербайджан, Білорусь, Бельгія, Боснія і Герцеговина, Болгарія, Хорватія, Чехія, Данія, Естонія, Фінляндія, Франція, Грузія, Німеччина, Греція, Ватикан, Угорщина, Ірландія, Італія, Латвія, Ліхтенштейн, Литва, Люксембург, Північна Македонія, Монако, Чорногорія, Нідерланди, Норвегія, Польща, Румунія, Росія, Сан-Марино, Сербія, Словаччина, Словенія, Іспанія, Швеція, Швейцарія, Туреччина, Україна, Велика Британія |            |
| Нетопир карлик                       | Pipistrellus pipistrellus Schreber, 1774                                                                                      | LC          | Албанія, Андорра, Вірменія, Австрія, Азербайджан, Білорусь, Бельгія, Боснія і Герцеговина, Болгарія, Хорватія, Кіпр, Чехія, Данія, Естонія, Фінляндія, Франція, Грузія, Німеччина, Гібралтар, Греція, Ватикан, Угорщина, Ірландія, Італія, Казахстан, Латвія, Ліхтенштейн, Литва, Люксембург, Північна Македонія, Мальта, Молдова, Монако, Чорногорія, Нідерланди, Норвегія, Польща, Португалія, Румунія, Росія, Сан-Марино, Сербія, Словаччина, Словенія, Іспанія, Швеція, Швейцарія, Туреччина, Україна, Велика Британія                                                       |            |
| Нетопир пігмей                       | Pipistrellus pygmaeus Leach, 1825                                                                                             | LC          | Вірменія, Австрія, Азербайджан, Боснія і Герцеговина, Хорватія, Чехія, Данія, Естонія, Франція, Грузія, Німеччина, Гібралтар, Греція, Угорщина, Ірландія, Італія, Латвія, Литва, Люксембург, Молдова, Польща, Португалія, Румунія, Росія, Сербія, Словаччина, Словенія, Іспанія, Швеція, Швейцарія, Туреччина, Україна, Велика Британія |            |
| Вухань бурий                         | Plecotus auritus Linnaeus, 1758                                                                                               | LC          | Албанія, Андорра, Австрія, Азербайджан, Білорусь, Бельгія, Боснія і Герцеговина, Болгарія, Хорватія, Чехія, Данія, Естонія, Фінляндія, Франція, Грузія, Німеччина, Греція, Угорщина, Ірландія, Італія, Казахстан, Латвія, Ліхтенштейн, Литва, Люксембург, Молдова, Монако, Чорногорія, Нідерланди, Норвегія, Польща, Португалія, Румунія, Росія, Сан-Марино, Сербія, Словаччина, Словенія, Іспанія, Швеція, Швейцарія, Туреччина, Україна, Велика Британія |            |
| Вухань австрійський *                | Plecotus austriacus Fischer, 1829                                                                                             | LC          | Албанія, Андорра, Австрія, Бельгія, Боснія і Герцеговина, Болгарія, Хорватія, Чехія, Франція, Німеччина, Гібралтар, Греція, Угорщина, Італія, Ліхтенштейн, Люксембург, Північна Македонія, Мальта, Молдова, Монако, Чорногорія, Нідерланди, Польща, Португалія, Румунія, Сан-Марино, Сербія, Словаччина, Словенія, Іспанія, Швеція, Швейцарія, Туреччина, Україна, Велика Британія |            |
| Вухань Ґайслера                      | Plecotus gaisleri Benda, Kiefer, Hanák, & Veith, 2004                                                                         | —           | Мальта, Італія (о. Пантеллерія) |            |
| Вухань середземноморський            | Plecotus kolombatovici Dulic, 1980                                                                                            | LC          | Албанія, Хорватія, Кіпр, Греція, Сербія, Туреччина |            |
| Вухань альпійський                   | Plecotus macrobullaris Kuzjakin, 1965                                                                                         | LC          | Албанія, Андорра, Вірменія, Австрія, Азербайджан, Боснія і Герцеговина, Хорватія, Франція, Грузія, Греція, Італія, Ліхтенштейн, Чорногорія, Росія, Сербія, Словенія, Іспанія, Швейцарія, Туреччина |            |
| Вухань сардинський *                 | Plecotus sardus Mucedda, Kiefer, Pidincedda and Vieth, 2002                                                                   | VU          | Італія (Сардинія) |            |
| Вухань канарський                    | Plecotus teneriffae Barret-Hamilton, 1907                                                                                     | VU          | Іспанія (Канарські о-ви) |            |
| Лилик двоколірний                    | Vespertilio murinus Linnaeus, 1758                                                                                            | LC          | Албанія, Вірменія, Австрія, Азербайджан, Білорусь, Бельгія, Болгарія, Хорватія, Чехія, Данія, Естонія, Фінляндія, Франція, Грузія, Німеччина, Греція, Угорщина, Італія, Латвія, Ліхтенштейн, Литва, Люксембург, Північна Македонія, Молдова, Чорногорія, Нідерланди, Норвегія, Польща, Румунія, Росія, Сербія, Словаччина, Словенія, Швеція, Швейцарія, Туреччина, Україна, Велика Британія |            |
| Ряд: Хижі (Carnivora)                | |             | |            |
| Родина: Псові (Canidae)              | |             | |            |
| Шакал золотистий                     | Canis aureus Linnaeus, 1758                                                                                                   | LC          | Албанія, Вірменія, Австрія, Азербайджан, Боснія і Герцеговина, Болгарія, Хорватія, Чехія, Грузія, Греція, Угорщина, Італія, Казахстан, Молдова, Чорногорія, Північна Македонія, Румунія, Росія, Сербія, Словаччина, Словенія, Туреччина, Україна |            |
| Вовк                                 | Canis lupus Linnaeus, 1758 | LC          | Албанія, Вірменія, Австрія, Азербайджан, Білорусь, Бельгія, Боснія і Герцеговина, Болгарія, Хорватія, Чехія, Данія, Естонія, Фінляндія, Франція, Грузія, Німеччина, Греція, Гренландія, Угорщина, Італія, Казахстан, Латвія, Литва, Люксембург, Молдова, Чорногорія, Нідерланди, Північна Македонія, Норвегія, Польща, Португалія, Румунія, Росія, Сербія, Словаччина, Словенія, Іспанія, Швеція, Швейцарія, Туреччина, Україна |            |
| Єнот усурійський                     | Nyctereutes procyonoides Gray, 1834                                                                                           | LC          | Введений: Австрія, Бельгія, Білорусь, Боснія і Герцеговина, Болгарія, Данія, Чехія, Естонія, Фінляндія, Франція, Німеччина, Угорщина, Казахстан, Латвія, Литва, Молдова, Нідерланди, Норвегія, Північна Македонія, Польща, Румунія, Росія, Сербія, Словаччина, Словенія, Швеція, Швейцарія, Україна |            |
| Лис корсак                           | Vulpes corsac Linnaeus, 1768                                                                                                  | LC          | Казахстан, Росія, Україна |            |
| Песець                               | Vulpes lagopus Linnaeus, 1758                                                                                                 | LC          | Фінляндія, Гренландія, Ісландія, Норвегія (у т. ч. Шпіцберген і Ян-Маєн), Росія, Швеція |            |
| Лисиця звичайна                      | Vulpes vulpes Linnaeus, 1758                                                                                                  | LC          | Албанія, Андорра, Вірменія, Австрія, Азербайджан, Бельгія, Боснія і Герцеговина, Болгарія, Хорватія, Кіпр, Чехія, Данія, Естонія, Фарерські острови, Фінляндія, Франція, Грузія, Німеччина, Гібралтар, Греція, Гренландія, Ватикан, Угорщина, Ісландія, Ірландія, Італія, Казахстан, Латвія, Ліхтенштейн, Литва, Люксембург, Мальта, Монако, Чорногорія, Нідерланди, Північна Македонія, Норвегія (у т. ч. Шпіцберген та Ян-Маєн), Польща, Португалія, Румунія, Росія, Сан-Марино, Сербія, Словаччина, Словенія, Іспанія, Швеція, Швейцарія, Туреччина, Україна, Велика Британія |            |
| Родина: Котові (Felidae)             | |             | |            |
| Кіт лісовий                          | Felis silvestris Schreber, 1777                                                                                               | LC          | Албанія, Андорра, Вірменія, Австрія, Азербайджан, Білорусь, Бельгія, Боснія і Герцеговина, Болгарія, Хорватія, Франція, Грузія, Німеччина, Гібралтар, Греція, Угорщина, Італія, Казахстан, Латвія, Литва, Люксембург, Молдова, Чорногорія, Північна Македонія, Польща, Португалія, Румунія, Росія, Сербія, Словаччина, Словенія, Іспанія, Швейцарія, Туреччина, Україна, Велика Британія |            |
| Кіт очеретяний                       | Felis chaus Schreber, 1777 | LC          | Вірменія, Азербайджан, Грузія, Казахстан, Росія (Каспій) |            |
| Рись євразійська                     | Lynx lynx Linnaeus, 1758 | LC          | Албанія, Вірменія, Австрія, Азербайджан, Білорусь, Боснія і Герцеговина, Болгарія, Хорватія, Чехія, Естонія, Фінляндія, Франція, Грузія, Німеччина, Греція, Угорщина, Італія, Казахстан, Латвія, Литва, Північна Македонія, Молдова, Чорногорія, Норвегія, Польща, Румунія, Росія, Сербія, Словаччина, Словенія, Іспанія, Швеція, Швейцарія, Туреччина, Україна |            |
| Рись іберійська *                    | Lynx pardinus Temminck, 1827                                                                                                  | EN          | Іспанія. Повторно введено: Португалія |            |
| Пантера плямиста                     | Panthera pardus (Linnaeus, 1758)                                                                                              | VU          | Вірменія, Азербайджан, Росія (Північний Кавказ), Туреччина |            |
| Родина: Мангустові (Herpestidae)     | |             | |            |
| Мангуст єгипетський                  | Herpestes ichneumon (Linnaeus, 1758)                                                                                          | LC          | Іспанія, Португалія. На основі зоогеографічних міркувань вважалося, що вид інтродукований. Однак молекулярне та філогеографічне дослідження скоріше підтвердило сценарій поширення виду через Гібралтарську протоку під час коливань рівня моря в пізньому плейстоцені. |            |
| Родина: Мустелові (Mustelidae)       | |             | |            |
| Аонікс азійський                     | Aonyx cinereus (Illiger, 1815)                                                                                                | VU          | Введено: Велика Британія. У 1980-х роках кілька особин втекли з неволі в Англії та створили популяцію в дикій природі. |            |
| Росомаха                             | Gulo gulo Linnaeus, 1758 | LC          | Естонія, Фінляндія, Норвегія, Росія, Швеція |            |
| Видра річкова                        | Lutra lutra Linnaeus, 1758 | NT          | Албанія, Андорра, Вірменія, Австрія, Азербайджан, Білорусь, Бельгія, Боснія і Герцеговина, Болгарія, Хорватія, Чехія, Данія, Естонія, Фінляндія, Франція, Грузія, Німеччина, Гібралтар, Греція, Угорщина, Ірландія, Італія, Казахстан, Латвія, Ліхтенштейн, Литва, Люксембург, Північна Македонія, Молдова, Чорногорія, Нідерланди, Норвегія, Польща, Португалія, Румунія, Росія, Сан-Марино, Сербія, Словаччина, Словенія, Іспанія, Швеція, Швейцарія, Туреччина, Україна, Велика Британія                                                                                      |            |
| Куна кам'яна                         | Martes foina Erxleben, 1777                                                                                                   | LC          | Албанія, Вірменія, Австрія, Азербайджан, Білорусь, Бельгія, Боснія і Герцеговина, Болгарія, Хорватія, Чехія, Данія, Естонія, Франція, Грузія, Німеччина, Греція, Угорщина, Італія, Казахстан, Латвія, Ліхтенштейн, Литва, Люксембург, Північна Македонія, Молдова, Чорногорія, Нідерланди, Польща, Португалія, Румунія, Росія, Сербія, Словаччина, Словенія, Іспанія, Швейцарія, Туреччина, Україна |            |
| Куна лісова                          | Martes martes Linnaeus, 1758                                                                                                  | LC          | Австрія, Албанія, Білорусь, Бельгія, Боснія і Герцеговина, Болгарія, Хорватія, Чехія, Данія, Естонія, Фінляндія, Франція, Грузія, Німеччина, Греція, Угорщина, Ірландія, Італія, Латвія, Ліхтенштейн, Литва, Люксембург, Північна Македонія, Молдова, Чорногорія, Нідерланди, Норвегія, Польща, Португалія, Румунія, Росія, Сербія, Словаччина, Словенія, Іспанія, Швеція, Швейцарія, Туреччина, Україна, Велика Британія |            |
| Соболь                               | Martes zibellina Linnaeus, 1758                                                                                               | LC          | Казахстан, Росія (Приуралля) |            |
| Борсук кавказький                    | Meles canescens Blanford, 1875                                                                                                |             | о-ви Крит і Родос, Північний Кавказ |            |
| Борсук азійський                     | Meles leucurus Hodgson, 1847                                                                                                  | LC          | Казахстан, Росія |            |
| Борсук європейський                  | Meles meles Linnaeus, 1758 | LC          | Албанія, Австрія, Бельгія, Боснія і Герцеговина, Болгарія, Хорватія, Чехія, Данія, Естонія, Фінляндія, Франція, Німеччина, Греція, Угорщина, Ірландія, Італія, Латвія, Литва, Люксембург, Північна Македонія, Молдова, Нідерланди, Норвегія, Польща, Португалія, Румунія, Росія, Сербія, Словаччина, Словенія, Іспанія, Швеція, Швейцарія, Україна, Велика Британія |            |
| Горностай                            | Mustela erminea Linnaeus, 1758                                                                                                | LC          | Албанія, Андорра, Австрія, Азербайджан, Білорусь, Бельгія, Боснія і Герцеговина, Болгарія, Хорватія, Чехія, Данія, Естонія, Фінляндія, Франція, Грузія, Німеччина, Греція, Угорщина, Ірландія, Італія, Казахстан, Латвія, Ліхтенштейн, Литва, Люксембург, Північна Македонія, Молдова, Чорногорія, Нідерланди, Норвегія, Польща, Португалія, Румунія, Росія, Сербія, Словаччина, Словенія, Іспанія, Швеція, Швейцарія, Туреччина, Україна, Велика Британія |            |
| Тхір степовий                        | Mustela eversmanii Lesson, 1827                                                                                               | LC          | Австрія, Білорусь, Болгарія, Чехія, Угорщина, Грузія, Казахстан, Молдова, Чорногорія, Польща, Румунія, Росія, Сербія, Словаччина, Україна |            |
| Норка європейська *                  | Mustela lutreola Linnaeus, 1761                                                                                               | CR          | Франція, Румунія, Росія, Іспанія, Україна |            |
| Ласка мала                           | Mustela nivalis Linnaeus, 1766                                                                                                | LC          | Албанія, Андорра, Вірменія, Австрія, Азербайджан, Білорусь, Бельгія, Боснія і Герцеговина, Болгарія, Хорватія, Чехія, Данія, Естонія, Фінляндія, Франція, Грузія, Німеччина, Греція, Угорщина, Італія, Казахстан, Латвія, Ліхтенштейн, Литва, Люксембург, Північна Македонія, Мальта, Молдова, Монако, Чорногорія, Нідерланди, Норвегія, Польща, Португалія, Румунія, Росія, Сан-Марино, Сербія, Словаччина, Словенія, Іспанія, Швеція, Швейцарія, Туреччина, Україна, Велика Британія                                                                                           |            |
| Тхір лісовий                         | Mustela putorius Linnaeus, 1758                                                                                               | LC          | Албанія, Андорра, Австрія, Білорусь, Бельгія, Боснія і Герцеговина, Болгарія, Хорватія, Чехія, Данія, Естонія, Фінляндія, Франція, Німеччина, Гібралтар, Греція, Угорщина, Італія, Латвія, Ліхтенштейн, Литва, Люксембург, Північна Македонія, Молдова, Чорногорія, Нідерланди, Норвегія, Польща, Португалія, Румунія, Росія, Сербія, Словаччина, Словенія, Іспанія, Швеція, Швейцарія, Туреччина, Україна, Велика Британія |            |
| Мустела сибірська                    | Mustela sibirica Pallas, 1773                                                                                                 | LC          | Росія (Приуралля) |            |
| Візон звичайний                      | Neogale vison Schreber, 1777                                                                                                  | LC          | Введений: Австрія, Білорусь, Чехія, Данія, Естонія, Фінляндія, Франція, Німеччина, Греція, Ісландія, Ірландія, Італія, Латвія, Литва, Чорногорія, Норвегія, Польща, Португалія, Румунія, Росія, Сербія, Іспанія, Швеція, Україна, Велика Британія |            |
| Перегузня звичайна                   | Vormela peregusna Güldenstädt, 1770                                                                                           | VU          | Вірменія, Азербайджан, Болгарія, Грузія, Греція, Казахстан, Чорногорія, Північна Македонія, Румунія, Росія, Сербія, Туреччина, Україна |            |
| Родина: Моржеві (Odobenidae)         | |             | |            |
| Морж                                 | Odobenus rosmarus Linnaeus, 1758                                                                                              | VU          | Гренландія, Росія, Шпіцберген і Ян-Маєн |            |
| Родина: Тюленеві (Phocidae)          | |             | |            |
| Чубач плямистий                      | Cystophora cristata Erxleben, 1777                                                                                            | VU          | Гренландія, Ісландія, Норвегія |            |
| Лахтак                               | Erignathus barbatus Erxleben, 1777                                                                                            | LC          | Гренландія, Ісландія, Норвегія (у т. ч. Шпіцберген і Ян-Маєн), Росія |            |
| Тев'як                               | Halichoerus grypus Fabricius, 1791                                                                                            | LC          | Бельгія, Данія, Естонія, Фарерські острови, Фінляндія, Франція, Німеччина, Ісландія, Ірландія, Латвія, Литва, Нідерланди, Норвегія, Польща, Росія, Швеція, Велика Британія |            |
| Тюлень-монах звичайний               | Monachus monachus Hermann, 1779                                                                                               | EN          | Хорватія, Кіпр, Греція, Португалія (Мадейра), Туреччина. Можливо зниклий: Албанія, Франція (Корсика), Італія, Іспанія (Балеарські острови) |            |
| Лисун гренландський                  | Pagophilus groenlandicus Erxleben, 1777                                                                                       | LC          | Гренландія, Ісландія, Норвегія (у т. ч. Шпіцберген і Ян-Маєн), Росія |            |
| Тюлень звичайний                     | Phoca vitulina Linnaeus, 1758                                                                                                 | LC          | Бельгія, Данія, Фінляндія, Франція, Німеччина, Гренландія, Ісландія, Ірландія, Нідерланди, Норвегія (у т. ч. Шпіцберген і Ян-Маєн), Росія, Швеція, Велика Британія |            |
| Нерпа каспійська                     | Pusa caspica Gmelin, 1788 | EN          | Азербайджан, Казахстан, Росія |            |
| Нерпа кільчаста                      | Pusa hispida Schreber, 1775                                                                                                   | LC          | Естонія, Фінляндія, Гренландія, Латвія, Норвегія (у т. ч. Шпіцберген і Ян-Маєн), Росія, Швеція |            |
| Родина: Ракунові (Procyonidae)       | |             | |            |
| Ракун звичайний                      | Procyon lotor Linnaeus, 1758                                                                                                  | LC          | Введений: Австрія, Азербайджан, Бельгія, Чехія, Естонія, Франція, Грузія, Німеччина, Угорщина, Італія, Литва, Люксембург, Нідерланди, Румунія, Росія, Сербія, Словаччина, Словенія, Іспанія, Швейцарія, Україна |            |
| Родина: Ведмедеві (Ursidae)          | |             | |            |
| Ведмідь бурий                        | Ursus arctos Linnaeus, 1758                                                                                                   | LC          | Албанія, Андорра, Вірменія, Австрія, Азербайджан, Білорусь, Боснія і Герцеговина, Болгарія, Хорватія, Чехія, Естонія, Фінляндія, Франція, Грузія, Італія, Казахстан, Латвія, Північна Македонія, Чорногорія, Норвегія, Польща, Румунія, Росія, Сербія, Словаччина, Словенія, Іспанія, Швеція, Україна |            |
| Ведмідь білий                        | Ursus maritimus Phipps, 1774                                                                                                  | VU          | Гренландія, Шпіцберген і Ян-Маєн, Росія |            |
| Родина: Віверові (Viverridae)        | |             | |            |
| Генета звичайна                      | Genetta genetta Linnaeus, 1758                                                                                                | LC          | Введений: Андорра, Франція, Португалія, Іспанія |            |
| Ряд: Конеподібні (Perissodactyla)    | |             | |            |
| Родина: Коневі (Equidae)             | |             | |            |
| Кінь дикий                           | Equus ferus Boddaert, 1785 | EN          | Підвид кінь Пржевальського, реінтродукція: Німеччина, Росія, Україна |            |
| Кулан                                | Equus hemionus Pallas, 1775                                                                                                   | NT          | Казахстан; реінтродукція: Україна |            |
| Ряд: Оленеподібні (Artiodactyla)     | |             | |            |
| Родина: Китові (Balaenidae)          | |             | |            |
| Кит ґренландський                    | Balaena mysticetus Linnaeus, 1758                                                                                             | LC          | Гренландія, Ісландія, Росія, Шпіцберген і Ян-Маєн (Норвегія) |            |
| Кит атлантичний                      | Eubalaena glacialis P.L.S. Müller, 1776                                                                                       | EN          | Гренландія, Ісландія, Норвегія; сезонні можливі спостереження: Португалія й Мадейра та Азорські острови, Іспанія й Канарські острови; можливо: Фарерські острови, Франція, Велика Британія |            |
| Родина: Смугачеві (Balaenopteridae)  | |             | |            |
| Смугач малий                         | Balaenoptera acutorostrata Lacépède, 1804                                                                                     | LC          | Бельгія, Данія, Фарерські острови, Франція, Греція, Гренландія, Ісландія, Ірландія, Італія, Нідерланди, Норвегія, Португалія (Мадейра, материк, Азорські острови), Росія, Іспанія (Канарські острови), Шпіцберген і Ян-Маєн, Велика Британія |            |
| Сейвал                               | Balaenoptera borealis Lesson, 1828                                                                                            | EN          | Фарерські острови, Гібралтар, Гренландія, Ісландія, Ірландія, Норвегія, Португалія, Росія, Іспанія, Велика Британія |            |
| Смугач Едена                         | Balaenoptera edeni Anderson 1878                                                                                              | LC          | Гібралтар |            |
| Смугач блакитний                     | Balaenoptera musculus Linnaeus, 1758                                                                                          | EN          | Фарерські острови, Франція, Гренландія, Ісландія, Ірландія, Норвегія, Португалія (Азорські острови, Мадейра), Іспанія (Канарські острови), Шпіцберген і Ян-Маєн, Велика Британія; ймовірно є: Гібралтар |            |
| Фінвал                               | Balaenoptera physalus Linnaeus, 1758                                                                                          | EN          | Бельгія, Хорватія, Кіпр, Данія, Фарерські острови, Франція, Німеччина, Гібралтар, Греція, Гренландія, Ісландія, Ірландія, Італія, Мальта, Монако, Нідерланди, Норвегія, Португалія, Росія, Словенія, Іспанія, Шпіцберген і Ян-Маєн, Швеція, Туреччина, Велика Британія |            |
| Горбатий кит                         | Megaptera novaeangliae Borowski, 1781                                                                                         | LC          | Бельгія, Данія, Фарерські острови, Франція, Німеччина, Гренландія, Ісландія, Ірландія, Нідерланди, Норвегія, Португалія (Азорські острови, Мадейра), Росія, Іспанія (Канарські острови), Шпіцберген і Ян-Маєн, Швеція, Велика Британія |            |
| Родина: Бикові (Bovidae)             | |             | |            |
| Гривастий баран                      | Ammotragus lervia Pallas, 1777                                                                                                | VU          | Введений: Хорватія, Іспанія (Канарські о-ви) |            |
| Зубр *                               | Bison bonasus Linnaeus, 1758                                                                                                  | VU          | Білорусь, Литва, Польща, Румунія, Росія, Словаччина, Україна |            |
| Тур                                  | Bos primigenius Bojanus, 1827                                                                                                 | EX          | До 13-е століття н.е., діапазон туру був обмежений Польщею, Литвою, Молдовою, Трансільванією та Східною Пруссією. Останній записаний живий тур, самиця, померла в 1627 році в Мазовії, Польща. |            |
| Козел звичайний                      | Capra aegagrus Erxleben, 1777                                                                                                 | NT          | Вірменія, Азербайджан, Грузія, Росія (Північний Кавказ), Туреччина |            |
| Козел кавказький                     | Capra caucasica Güldenstädt & Pallas, 1783                                                                                    | EN          | Грузія, Росія (Північний Кавказ) |            |
| Козел східнокавказький               | Capra cylindricornis (Blyth, 1841)                                                                                            | NT          | Азербайджан, Грузія, Росія (Північний Кавказ) |            |
| Козел альпійський *                  | Capra ibex Linnaeus, 1758 | LC          | Італія, Австрія, Франція, Німеччина, Швейцарія, Болгарія, Словенія |            |
| Козел піренейський *                 | Capra pyrenaica Schinz, 1838                                                                                                  | LC          | Іспанія; повторно введений: Португалія |            |
| Вівцебик                             | Ovibos moschatus Zimmermann, 1780                                                                                             | LC          | Гренландія; повторно введений: Росія |            |
| Козиця піренейська *                 | Rupicapra pyrenaica Bonaparte, 1845                                                                                           | LC          | Андорра, Франція, Італія, Іспанія |            |
| Козиця звичайна                      | Rupicapra rupicapra Linnaeus, 1758                                                                                            | LC          | Албанія, Австрія, Азербайджан, Боснія і Герцеговина, Болгарія, Хорватія, Франція, Грузія, Німеччина, Греція, Італія, Північна Македонія, Чорногорія, Польща, Румунія, Росія, Сербія, Словаччина, Словенія, Швейцарія, Туреччина. Введений: Чехія |            |
| Сайга татарська                      | Saiga tatarica Linnaeus, 1766                                                                                                 | CR          | Казахстан, Росія; вимер: Україна |            |
| Родина: Оленеві (Cervidae)           | |             | |            |
| Лось звичайний                       | Alces alces Linnaeus, 1758 | LC          | Білорусь, Хорватія, Чехія, Естонія, Фінляндія, Німеччина, Угорщина, Казахстан, Латвія, Литва, Молдова, Норвегія, Польща, Румунія, Росія, Словаччина, Швеція, Україна |            |
| Аксис                                | Axis axis Erxleben, 1777 | LC          | Введений: Вірменія, Хорватія, Молдова, Україна |            |
| Сарна європейська                    | Capreolus capreolus Linnaeus, 1758                                                                                            | LC          | Албанія, Андорра, Вірменія, Австрія, Азербайджан, Білорусь, Бельгія, Боснія і Герцеговина, Болгарія, Хорватія, Чехія, Данія, Естонія, Фінляндія, Франція, Грузія, Німеччина, Гібралтар, Греція, Гренландія, Угорщина, Італія, Латвія, Ліхтенштейн, Литва, Люксембург, Північна Македонія, Молдова, Чорногорія, Нідерланди, Норвегія, Польща, Португалія, Румунія, Росія, Сан-Марино, Сербія, Словаччина, Словенія, Іспанія, Швеція, Швейцарія, Туреччина, Україна, Велика Британія                                                                                               |            |
| Сарна азійська                       | Capreolus pygargus (Pallas, 1771)                                                                                             | LC          | Казахстан на захід від р. Урал, Росія на захід від Уралу й Каспійського моря |            |
| Вапіті                               | Cervus canadensis Erxleben, 1777                                                                                              | LC          | Введено: Італія. Стан популяції невідомий. |            |
| Олень благородний                    | Cervus elaphus Linnaeus, 1758                                                                                                 | LC          | Вірменія, Австрія, Білорусь, Бельгія, Боснія і Герцеговина, Болгарія, Хорватія, Чехія, Данія, Естонія, Франція, Грузія, Німеччина, Угорщина, Ірландія, Італія (Сардинія), Латвія, Литва, Люксембург, Північна Македонія, Молдова, Чорногорія, Нідерланди, Норвегія, Польща, Румунія, Росія, Сербія, Словаччина, Словенія, Швеція, Швейцарія, Туреччина, Україна, Велика Британія, Греція, Казахстан, Португалія |            |
| Олень японський                      | Cervus nippon Temminck, 1838                                                                                                  | LC          | Введений: Вірменія, Австрія, Азербайджан, Чехія, Данія, Фінляндія, Франція, Німеччина, Ірландія, Литва, Польща, Україна, Велика Британія |            |
| Лань                                 | Dama dama Linnaeus, 1758 | LC          | Туреччина. Введений: Австрія, Білорусь, Бельгія, Чехія, Данія, Естонія, Фінляндія, Франція, Німеччина, Угорщина, Ірландія, Латвія, Литва, Люксембург, Молдова, Нідерланди, Норвегія, Польща, Португалія, Румунія, Росія, Словаччина, Іспанія, Швеція, Швейцарія, Україна, Велика Британія, Албанія, Боснія і Герцеговина, Болгарія, Хорватія, Кіпр, Греція, Італія, Північна Македонія, Чорногорія, Сербія, Словенія |            |
| Водяний олень                        | Hydropotes inermis Swinhoe, 1870                                                                                              | VU          | Введений: Франція, Велика Британія |            |
| Мунтжак китайський                   | Muntiacus reevesi Ogilby, 1839                                                                                                | LC          | Введений: Велика Британія |            |
| Олень білохвостий                    | Odocoileus virginianus Zimmermann, 1780                                                                                       | LC          | Введений: Чехія, Фінляндія, Словаччина |            |
| Карібу                               | Rangifer tarandus Linnaeus, 1758                                                                                              | VU          | Фінляндія, Гренландія, Норвегія, Росія. Введений: Ісландія |            |
| Родина: Дельфінові (Delphinidae)     | |             | |            |
| Дельфін білобокий                    | Delphinus delphis Linnaeus, 1758                                                                                              | LC          | Албанія, Бельгія, Боснія і Герцеговина, Болгарія, Хорватія, Кіпр, Данія, Франція, Грузія, Німеччина, Гібралтар, Греція, Ірландія, Італія, Мальта, Чорногорія, Нідерланди, Норвегія, Польща, Португалія, Румунія, Росія, Словенія, Іспанія, Туреччина, Україна, Велика Британія |            |
| Фереса                               | Feresa attenuata Gray 1874 | LC          | Франція, Португалія, Іспанія |            |
| Гринда короткоплавцева               | Globicephala macrorhynchus Gray 1846                                                                                          | LC          | Португалія, Іспанія |            |
| Гринда звичайна                      | Globicephala melas Traill, 1809                                                                                               | LC          | Бельгія, Данія, Фарерські острови, Франція, Німеччина, Гібралтар, Гренландія, Ісландія, Ірландія, Італія, Мальта, Нідерланди, Норвегія, Португалія (Азорські острови, Мадейра), Іспанія, Швеція, Велика Британія |            |
| Сірий дельфін                        | Grampus griseus G. Cuvier, 1812                                                                                               | LC          | Хорватія, Данія, Франція, Німеччина, Гібралтар, Греція, Ірландія, Італія, Мальта, Іспанія, Швеція, Туреччина, Велика Британія |            |
| Фразерів дельфін                     | Lagenodelphis hosei Fraser, 1956                                                                                              | LC          | Іспанія (Канарські острови) |            |
| Атлантичний білобокий дельфін        | Lagenorhynchus acutus Gray, 1828                                                                                              | LC          | Бельгія, Данія, Фарерські острови, Франція, Гренландія, Ісландія, Ірландія, Нідерланди, Норвегія, Швеція, Велика Британія |            |
| Біломордий дельфін                   | Lagenorhynchus albirostris Gray, 1846                                                                                         | LC          | Бельгія, Данія, Фарерські острови, Франція, Німеччина, Гренландія, Ісландія, Ірландія, Нідерланди, Норвегія (у т. ч. Шпіцберген і Ян-Маєн), Росія, Швеція, Велика Британія |            |
| Косатка                              | Orcinus orca Linnaeus, 1758                                                                                                   | DD          | Албанія, Данія, Фарерські острови, Франція, Гібралтар, Гренландія, Ісландія, Ірландія, Італія, Нідерланди, Норвегія (у т. ч. Шпіцберген і Ян-Маєн), Португалія, Росія, Іспанія, Велика Британія |            |
| Псевдокосатка                        | Pseudorca crassidens Owen 1846                                                                                                | NT          | Хорватія, Данія, Франція, Німеччина, Гібралтар, Греція, Ірландія, Італія, Мальта, Нідерланди, Норвегія, Португалія, Іспанія, Велика Британія |            |
| Стенелла смугаста                    | Stenella coeruleoalba Meyen, 1833                                                                                             | LC          | Кіпр, Данія, Франція, Німеччина, Гібралтар, Греція, Гренландія, Ірландія, Італія, Монако, Нідерландів, Португалії, Росія, Іспанія, Велика Британія |            |
| Стенелла плямиста атлантична         | Stenella frontalis G. Cuvier, 1829                                                                                            | LC          | Португалія (Азорські острови, Мадейра), Іспанія (Канарські о-ви). |            |
| Стено                                | Steno bredanensis Lesson 1828                                                                                                 | LC          | Албанія, Боснія і Герцеговина, Кіпр, Франція, Гібралтар, Греція (Крит), Італія (Сардинія, Сицилія), Мальта, Португалія, Іспанія (Балеарські острови, Канарські о-ви). |            |
| Афаліна звичайна                     | Tursiops truncatus Montagu, 1821                                                                                              | LC          | Албанія, Бельгія, Боснія і Герцеговина, Болгарія, Хорватія, Кіпр, Данія, Фарерські острови, Франція, Грузія, Німеччина, Гібралтар, Греція, Ірландія, Італія, Мальта, Монако, Чорногорія, Нідерланди, Португалія, Румунія, Росія, Словенія, Іспанія, Туреччина, Україна, Велика Британія |            |
| Родина: Когієві (Kogiidae)           | |             | |            |
| Когія короткоголова                  | Kogia breviceps Blainville, 1838                                                                                              | LC          | Бельгія, Данія, Франція, Німеччина, Гібралтар, Ірландія, Нідерланди, Португалія (Азорські острови), Іспанія, Велика Британія |            |
| Когія плосконоса                     | Kogia sima Owen 1866 | LC          | Гібралтар, Португалія (Азорські острови, Мадейра), Іспанія (Канарські о-ви) |            |
| Родина: Нарвалові (Monodontidae)     | |             | |            |
| Білуха                               | Delphinapterus leucas Pallas, 1776                                                                                            | LC          | Гренландія, Росія, Шпіцберген і Ян-Маєн |            |
| Нарвал                               | Monodon monoceros Linnaeus, 1758                                                                                              | LC          | Гренландія, Росія, Шпіцберген і Ян-Маєн |            |
| Родина: Фоценові (Phocoenidae)       | |             | |            |
| Фоцена звичайна                      | Phocoena phocoena Linnaeus, 1758                                                                                              | LC          | Бельгія, Болгарія, Данія, Естонія, Фарерські острови, Фінляндія, Франція, Грузія, Німеччина, Гібралтар, Гренландія, Ісландія, Ірландія, Латвія, Литва, Нідерланди, Норвегія, Польща, Португалія, Румунія, Росія, Іспанія, Швеція, Туреччина, Україна, Велика Британія |            |
| Родина: Кашалотові (Physeteridae)    | |             | |            |
| Кашалот                              | Physeter macrocephalus Linnaeus, 1758                                                                                         | VU          | Албанія, Бельгія, Хорватія, Кіпр, Данія, Фарерські острови, Франція, Гібралтар, Греція, Гренландія, Ісландія, Ірландія, Італія, Мальта, Нідерланди, Норвегія, Португалія, Росія, Словенія, Іспанія, Туреччина, Велика Британія |            |
| Родина: Свиневі (Suidae)             | |             | |            |
| Свиня дика                           | Sus scrofa Linnaeus, 1758 | LC          | Албанія, Андорра, Вірменія, Австрія, Азербайджан, Білорусь, Бельгія, Боснія і Герцеговина, Болгарія, Хорватія, Кіпр, Чехія, Естонія, Фінляндія, Франція, Грузія, Німеччина, Греція, Угорщина, Італія, Казахстан, Латвія, Ліхтенштейн, Литва, Люксембург, Північна Македонія, Молдова, Монако, Чорногорія, Нідерланди, Польща, Португалія, Румунія, Росія, Сан-Марино, Сербія, Словаччина, Словенія, Іспанія, Швейцарія, Туреччина, Україна |            |
| Родина: Дзьоборилові (Ziphiidae)     | |             | |            |
| Пляшконіс високочолий                | Hyperoodon ampullatus Forster, 1770                                                                                           | NT          | Фарерські острови, Франція, Німеччина, Гренландія, Ісландія, Ірландія, Нідерланди, Норвегія (у т. ч. Шпіцберген і Ян-Маєн), Португалія, Іспанія, Швеція, Велика Британія |            |
| Ременезуб атлантичний                | Mesoplodon bidens Sowerby, 1804                                                                                               | LC          | Бельгія, Данія, Франція, Німеччина, Гібралтар, Ісландія, Ірландія, Нідерланди, Норвегія, Португалія, Іспанія, Швеція, Велика Британія |            |
| Ременезуб Бленвіля                   | Mesoplodon densirostris Blainville 1817                                                                                       | LC          | Португалія, Іспанія, Велика Британія |            |
| Ременезуб Жерве                      | Mesoplodon europaeus Gervais, 1855                                                                                            | LC          | Франція, Ірландія, Іспанія, Велика Британія |            |
| Ременезуб Тру                        | Mesoplodon mirus True, 1913                                                                                                   | LC          | Франція, Ірландія, Португалія, Іспанія, Велика Британія |            |
| Дзьоборил                            | Ziphius cavirostris G. Cuvier, 1823                                                                                           | LC          | Албанія, Хорватія, Данія, Фарерські острови, Франція, Німеччина, Гібралтар, Греція, Ірландія, Італія, Нідерланди, Норвегія, Португалія, Росія, Іспанія, Швеція, Велика Британія |            |